# Bar-Kochba-Aufstand

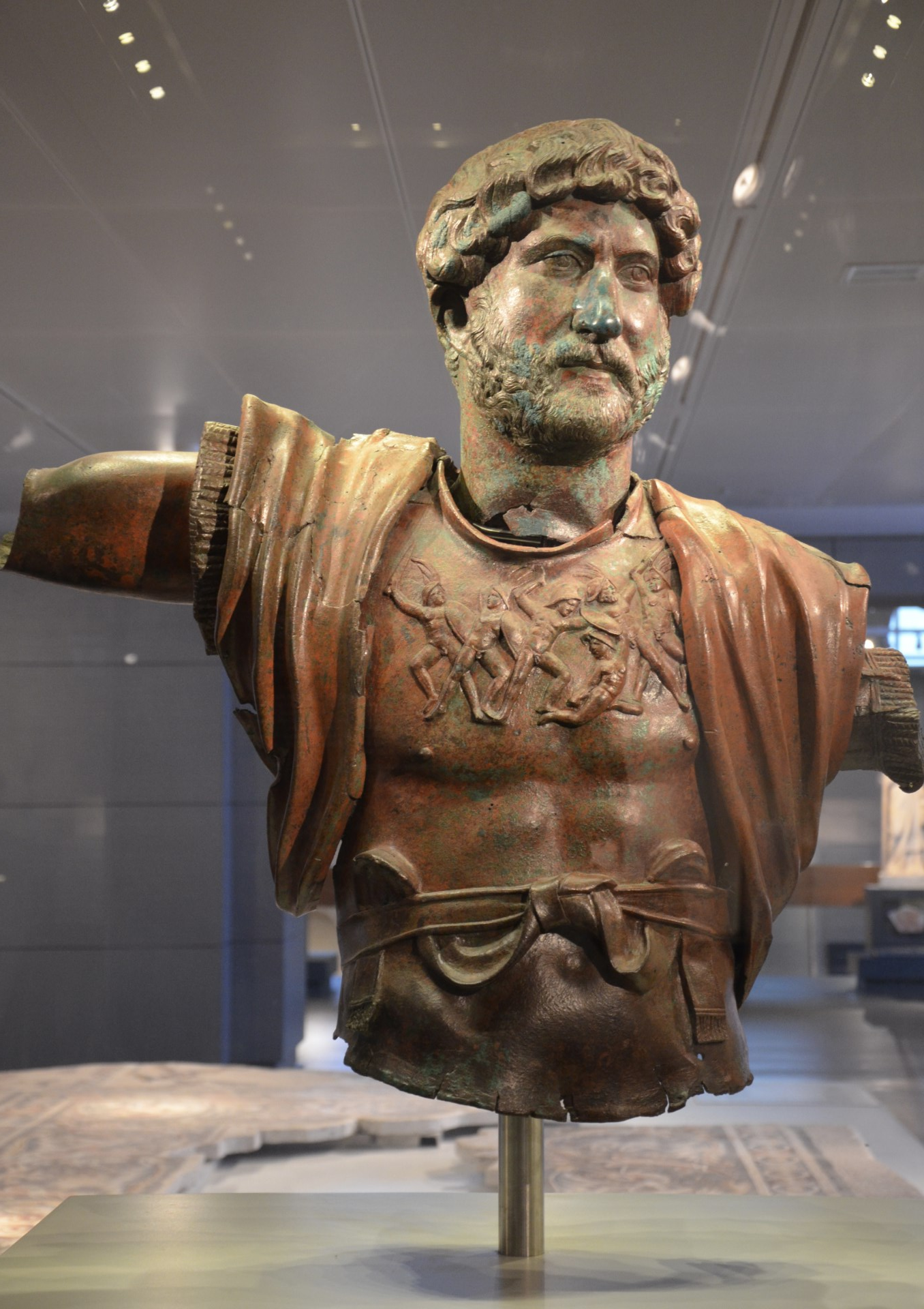
Oberteil einer Panzerstatue Hadrians, Fundort: Tel Shalem (heute Jerusalem, Israel-Museum)

Der Bar-Kochba-Aufstand war ein jüdischer Aufstand gegen das Römische Reich von 132 bis 136 n. Chr. unter Führung von Simon bar Kochba. Nach dem ersten Jüdischen Krieg 66–74 war dies der zweite oder, wenn man den Diasporaaufstand 115–117 mitzählt, der dritte jüdisch-römische Krieg.
Vor Ausbruch der Kämpfe hatte Hadrian im Jahr 130 die Provinz Judäa besucht und an der Stelle der im Jahr 70 zerstörten Stadt Jerusalem, wo sich seitdem ein römisches Militärlager befand, die Kolonie Aelia Capitolina gegründet. Die Planungen für den Aufstand begannen, bald nachdem der Kaiser die Region verlassen hatte. Vom römischen Militär unbemerkt, richteten die Rebellen zahlreiche Operationsbasen für eine Art Guerillakrieg ein. Da die römische Armee auf diese Art der Kriegführung zunächst nicht eingestellt war, erlitt sie in der Anfangsphase schwere Verluste, die durch Truppenaushebungen kompensiert werden mussten.
Das Kerngebiet des Aufstands lag südlich von Jerusalem im Judäischen Bergland. Jedoch kontrollierten die Rebellen ein größeres Territorium, wobei umstritten ist, ob sich der Aufstand auf die ganze Provinz Judäa ausweitete, was auch Galiläa einbeziehen würde. Als Ziele der Rebellen werden in Urkunden und auf Münzprägungen die Begriffe „Erlösung“ und „Befreiung“ genannt. Wahrscheinlich richteten sich auf den Militärführer Bar Kochba messianische Erwartungen. Er bezeichnete sich allerdings nicht als Messias, sondern gebrauchte den Titel Nasi.
Kaiser Hadrian beorderte den Statthalter von Britannien, Sextus Iulius Severus, nach Judäa. Der übernahm 134 den Oberbefehl der römischen Truppen mit einer an den Kampf im Bergland angepassten Strategie. Seine Kriegsführung war auf eine systematische Zerstörung des jüdischen Siedlungsgebiets ausgerichtet. Im Herbst 135 stürmte die römische Armee die durch ihre Lage auf einem an drei Seiten steil abfallenden Hügel geschützte Festung Betar. Nach den literarischen Quellen starb Bar Kochba dort. Im Kerngebiet des Aufstands war nach dem Ende des Krieges der größte Teil der Bevölkerung tot oder versklavt. Ihr Landbesitz fiel an den kaiserlichen Fiskus und wurde teils verkauft, teils an Veteranen vergeben.
Die Forschung ist in einer Reihe von Fragen nicht zu einem Konsens gelangt: der unmittelbare Anlass des Aufstandes, die Ausdehnung des von Bar Kochba kontrollierten Gebiets, insbesondere, ob es Jerusalem mit einschloss, und das Ausmaß der römischen Reaktion. Als Basistext gilt allgemein der knappe Bericht des Cassius Dio, der nur in einem Exzerpt des Johannes Xiphilinos vorliegt. Er wird in einzelnen Punkten korrigiert und ergänzt durch andere antike Autoren. In der Frage, welche historischen Informationen sich der rabbinischen Literatur entnehmen lassen, gehen die Meinungen weit auseinander. Textfunde aus der Wüste Juda (Wadi Murabbaʿat, Nahal Hever) haben das Bild der Administration Bar Kochbas erweitert. 

## Mögliche Anlässe

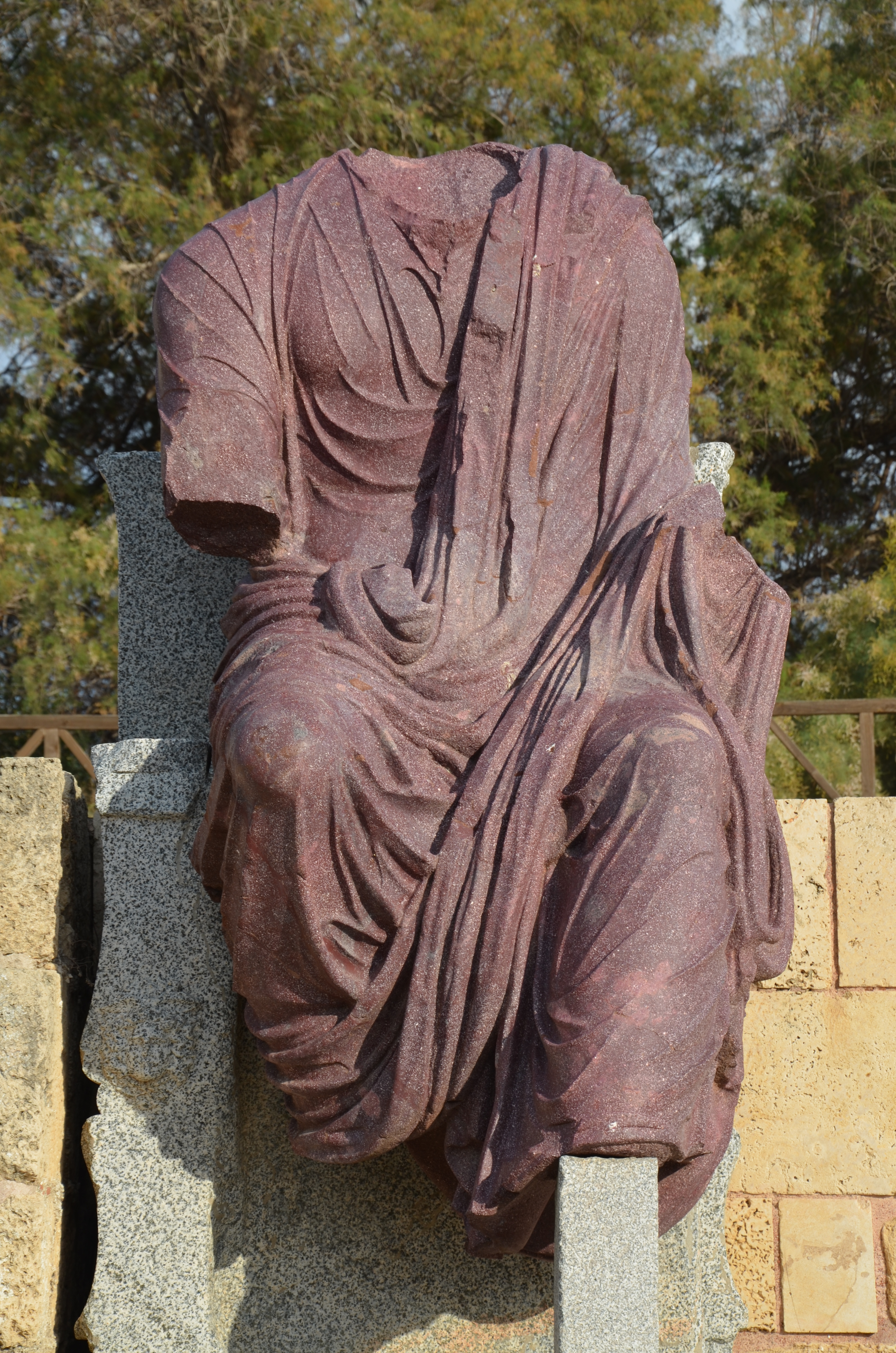
Porphyrstatue eines Kaisers in Caesarea maritima

Die politische Situation im Jahr 132 war für einen Aufstand ungünstig: Die Provinzen waren ruhig, der sich 123–124 andeutende Konflikt mit den Parthern war durch versöhnliche Gesten Hadrians beigelegt worden, und nach den erfolglosen Aufständen in Ägypten, der Kyrenaika und Mesopotamien war mit einer Beteiligung der jüdischen Diaspora auf der Seite Bar Kochbas kaum zu rechnen. Antike Autoren nennen zwei unterschiedliche Maßnahmen Hadrians als unmittelbare Anlässe für den Aufstand: für die Historia Augusta ist es ein reichsweites Beschneidungsverbot, für Cassius Dio die Gründung der Colonia Aelia Capitolina samt Zeustempel an der Stelle Jerusalems. Die Gründung von Aelia Capitolina war wahrscheinlich mit Hadrians Besuch im Jahr 130 verbunden und gehört damit in die Vorgeschichte, nicht zu den Folgen, des Bar-Kochba-Aufstandes.

### Hadrians Besuch in der Provinz Judäa
Auf seiner zweiten großen Reise durch die Ostprovinzen des Reichs besuchte Hadrian in der ersten Jahreshälfte 130 Judäa. Er kam aus der Provinz Arabia, reiste vermutlich über Skythopolis nach Galiläa, besuchte das Hauptquartier der zweiten Legion bei Caparcotna (hebräisch: Kefar Otnai, arabisch: Lajjun), zog weiter in die Provinzhauptstadt Caesarea und von dort aus nach Jerusalem, wo die Legio X Fretensis stationiert war. Von Jerusalem aus reiste der Kaiser auf der Küstenstraße über Gaza nach Ägypten. Für die Provinzialen, von den Eliten bis zur einfachen Bevölkerung, war dieser Kaiserbesuch ein außerordentliches Ereignis. Es bot Gelegenheit, in einem Konsensritual mit dem Herrscher in Kontakt zu treten – allerdings nur, wenn man am Kaiserkult teilnahm.
Hadrians Reise hinterließ Spuren: ein Hadrianeum in Tiberias, vermutlich ein weiteres in Caesarea sowie möglicherweise die Umbenennung von Sepphoris in Diocaesarea. Hannah M. Cotton und Werner Eck publizierten eine Inschrift aus Caesarea, der zufolge die Benefiziarier des Quintus Tineius Rufus, Statthalter von Judäa in den Jahren 130 bis 133, anlässlich des Kaiserbesuchs eine Statue Hadrians aufstellen ließen. Eine schon länger bekannte, fragmentarisch erhaltene Porphyrstatue aus Caesarea wurde versuchsweise mit dieser Stiftung in Verbindung gebracht.

### Gründung von Aelia Capitolina
Die Gründung einer Kolonie war eine wohlwollende Geste, da sie den Einwohnern die Vorteile des römischen Bürgerrechts eröffnete. Eine Kolonie existierte in Judäa bereits, die Provinzhauptstadt Caesarea an der Mittelmeerküste. Eine weitere sollte nach dem Wunsch Hadrians im Kerngebiet von Judäa auf dem Gelände der im Jahr 70 zerstörten Stadt Jerusalem entstehen. Die Rekruten der römischen Armee stammten üblicherweise aus der Umgebung der Legionslager. In Judäa waren zwei Legionen stationiert. Daher war es aus römischer Sicht vorteilhaft, neben Caesarea eine weitere Kolonie als Reservoir für den Dienst in den Legionen nutzen zu können. Der Name Aelia Capitolina enthält den Gentilnamen des Stadtgründers Publius Aelius Traianus Hadrianus und spielt auf den Kult des Jupiter Optimus Maximus auf dem Kapitol in Rom an. Er zeigt die enge Verbindung von Herrscherkult und Jupiter- bzw. Zeuskult. Anthony R. Birley verweist darauf, dass die Juden nach der Zerstörung des Tempels ihre bisherige Tempelsteuer als Fiscus Judaicus an Jupiter Capitolinus entrichten mussten: „Nun löste Jupiter Jehova wirklich ab.“
Seit der Zerstörung Jerusalems im Jüdischen Krieg gab es ein Militärlager der Legio X Fretensis auf dem Gelände der Stadt. Im Umfeld der Legion ist eine eher kleine Zivilsiedlung anzunehmen (Handwerker, Händler, Wirte). E. Mary Smallwood weist darauf hin, dass sowohl Militärlager als auch Zivilsiedlung mit ihren paganen Heiligtümern rund sechzig Jahre auf dem Gebiet Jerusalems existierten, ohne dass es deswegen zu einem Aufstand der jüdischen Bevölkerung kam. Aber die planvolle Neuanlage einer Stadt mit griechisch-römischem Charakter musste alle Hoffnungen auf einen Wiederaufbau des jüdischen Jerusalem zerstören.

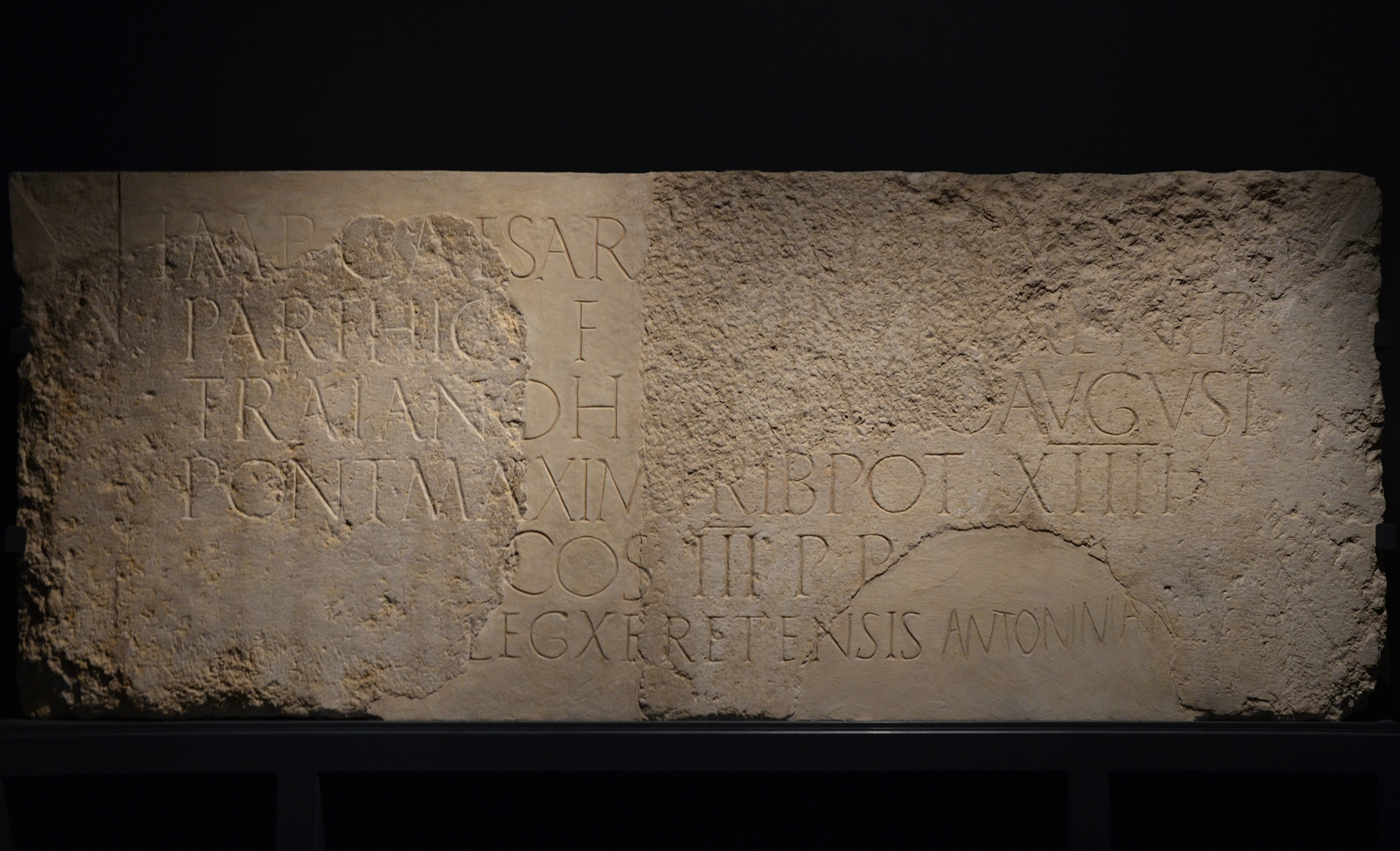
Inschrift eines Ehrenbogens, den die Legio X Fretensis 129/130 zu Ehren Kaiser Hadrians in Jerusalem errichtete

Durch ein 2016 bekanntgewordenes, zweites Fragment ist die Inschrift eines Ehrenbogens vervollständigt und datierbar, den die Legio X Fretensis anlässlich des Kaiserbesuchs errichtete (Foto):
„Imp(eratori) Cae[sari divi Traiani] | Parthic(i) [f(ilio) divi Nerv]ae nep(oti) | Traiano [Hadri]ano August(o) | pont(ifici) ma[x(imo)] trib(unicia) pot(estate) XIIII | [co(n)s(uli) III p(atri) p(atriae) | l[eg(io) X F]reten[sis Antoninia]na(e).“ (Dem Imperator Caesar, Sohn des vergöttlichten Traianus Parthicus, Enkel des vergöttlichten Nerva, dem Traianus Hadrianus Augustus, Pontifex Maximus, zum 14. Mal mit der Vollmacht eines Tribuns ausgestattet, zum 3. Mal Konsul, Vater des Vaterlandes, von der Legio X Fretensis [mit dem Beinamen] Antoniniana.) 
 Die Inschrift gehört wohl zu einem Bogenmonument, das an der Nordgrenze der Kolonie errichtet wurde. Es deutet darauf hin, dass die Bauarbeiten für Aelia Capitolina schon recht weit gediehen waren, als Hadrian die Kolonie offiziell gründete. Grabungen am Rande der Western Wall Plaza, im Bereich des Schnittpunkts von Decumanus und Cardo secundus (Shlomit Wexler-Bdolah und Alexander Onn, 2005 bis 2009) bestätigen diese Datierung, so dass die Existenz der römischen Stadt Aelia Capitolina vor dem Aufstand mittlerweile gut begründet ist.

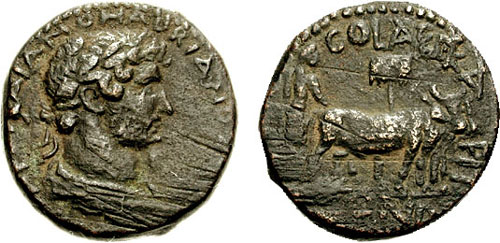
Aelia-Capitolina-Münze. Vorderseite: Kopf Hadrians nach rechts. Rückseite: Ochsengespann nach rechts, mit einer symbolischen Furche (sulcus primigenius) wurden die Koloniegrenzen markiert. Umschrift: COL(onia) AEL(ia) KAPIT(olina) COND(ita), Auf die Gründung der Kolonie Aelia Capitolina.

Eine besondere Münzprägung (Foto) ist dem Ereignis gewidmet. Sie stellt auf der Vorderseite Kaiser Hadrian und auf der Rückseite den Gründungsakt, das Pflügen des sulcus primigenius, dar, einer heiligen Furche, die das geplante Stadtareal umgrenzte. Im Hintergrund ist eine Militärstandarte (Vexillum) zu sehen, ein Hinweis auf den Koloniestatus.
Aelia Capitolina sollte als Hauptheiligtum einen Zeustempel erhalten. Die Forschung ist uneins, ob dieser Tempel an der Stelle des in Ruinen liegenden jüdischen Tempels errichtet werden sollte oder anstelle dieses Tempels, aber im Bereich des Forums der neuen Stadt.

### Beschneidungsverbot
Die Historia Augusta widmet dem Bar-Kochba-Aufstand einen knappen Satz: „Zu dieser Zeit begannen auch die Juden einen Krieg, weil ihnen verboten wurde, die Geschlechtsorgane zu verstümmeln.“ Einige Historiker schlossen daraus, dass Hadrian ein Verbot der Beschneidung erlassen habe, welches uns nicht mehr vorliegt. Dieses sei der Anlass, oder ein weiterer Anlass, für den Bar-Kochba-Aufstand gewesen. Da der Quellenwert der Historia Augusta fragwürdig ist, wird von den Historikern, die mit einer solchen Maßnahme rechnen, ein Reskript des Antoninus Pius hinzugezogen. Dieses Reskript wird dann so interpretiert, dass Antoninus Pius als Nachfolger Hadrians den Juden wieder erlaubt habe, ihre eigenen Söhne zu beschneiden, während die Beschneidung eines Nichtjuden wie eine Kastration zu bestrafen sei. Peter Kuhlmann weist dieses Textverständnis aus philologischer Sicht zurück. Er interpretiert das Reskript als Einschränkung der an sich erlaubten Beschneidung durch das Verbot, Nichtjuden in die jüdische Gemeinde aufzunehmen. Ra’anan Abusch sieht im Reskript des Antoninus Pius die erste römische Gesetzgebung überhaupt, die sich mit dem jüdischen Beschneidungsritual (Brit Mila) befasst. Seit auf den römischen Sklavenmärkten zahlreiche Eunuchen angeboten wurden, hatten zuvor mehrere Kaiser Anlass gesehen, gegen die Kastration von Sklaven einzuschreiten. Eine solche Sklavenschutzbestimmung liege, so Abusch, auch in einem Reskript Hadrians vor: Er stellte Kastration auf eine Stufe mit Mord, verschärfte also die Strafe. Der Zusammenhang, den die Historia Augusta zwischen Hadrians Sklavengesetzgebung, der jüdischen Beschneidung und dem Bar-Kochba-Aufstand herstellt, wird nach der Analyse Abuschs durch keinen klassischen Autor unterstützt. Christopher Weikert urteilt: „Es ist besser, das Zeugnis der Historia Augusta zu verwerfen, statt auf seinem Fundament eine hypothesenreiche Argumentation aufzubauen.“

## Präsenz des römischen Militärs
Am Ende der Herrschaft Trajans oder zu Beginn der Herrschaft Hadrians war Judäa, zuvor eine prätorische Provinz mit einer Legion, in den Rang einer konsularen Provinz mit zwei Legionen erhoben worden. Die Präsenz des römischen Militärs nahm also für die einheimische Bevölkerung spürbar zu, und in die gleiche Richtung weist der Ausbau des Straßennetzes, denn diese Infrastruktur diente vor allem der Armee. Mor erklärt diese Maßnahme so, dass sich das Gebiet der Provinz Judäa nach dem Tod Agrippas II. um die galiläischen Toparchien (Unterbezirke) Tiberias, Tarichäa, Abila und Livias-Julia vergrößert hatte, die römische Präsenz in diesen neuen Gebieten aber zunächst schwach gewesen sei. Ein Sozialbanditentum habe sich in diesem Vakuum entwickeln können. Schließlich sei es im Jahr 117 in Galiläa zu größeren Unruhen gekommen (sogenannter „Krieg des Quietus“). Nach deren Niederschlagung habe das römische Militär die erkannte Schwachstelle durch eine zusätzliche Legion in Caparcotna an der Südgrenze Galiläas verstärkt. Die Römer hätten also in den Jahren 117 und 132 mit Truppenverstärkungen zweimal direkt auf Rebellionen reagiert. Deshalb widerspricht Mor der These, die Römer hätten ihre Kontrolle über die einheimische Bevölkerung kontinuierlich ausgebaut, weil sie angenommen hätten, dass die Bewohner der Provinz Judäa ständig anti-römisch eingestellt seien und gegen sie agitierten.

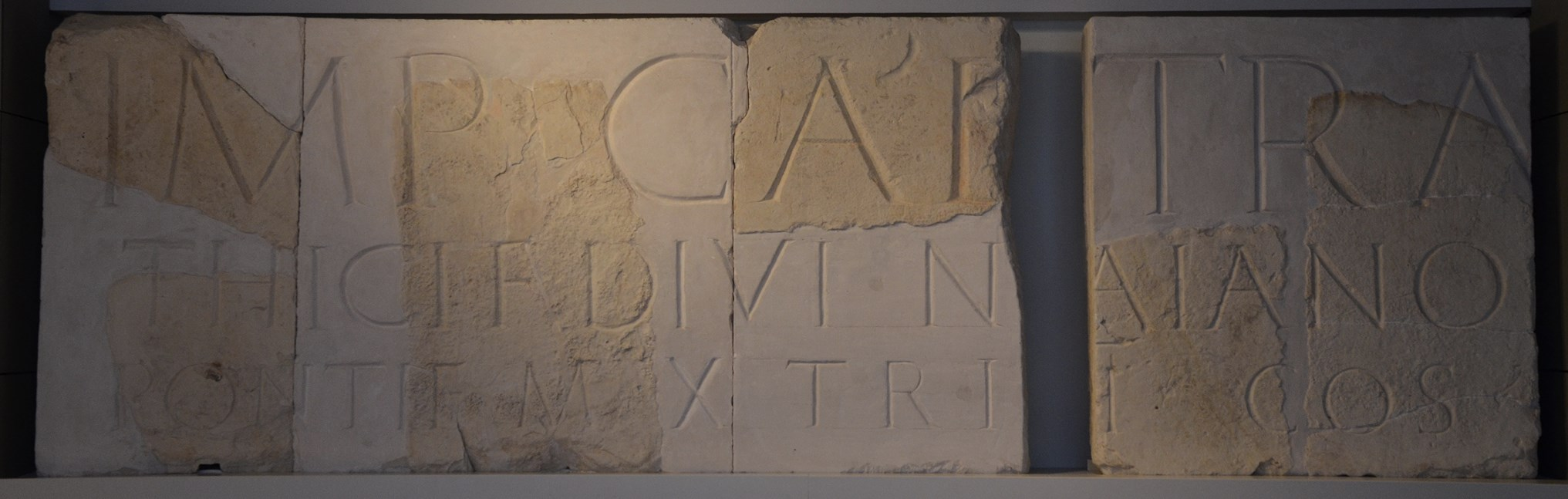
Fragmente der monumentalen Inschrift aus Tel Shalem (Israel Museum)

Mit dem Hauptquartier der zweiten Legion in Caparcotna (Standort) besetzte die römische Armee eine günstige Position zur Kontrolle der Jesreel-Ebene, in ihrem strategischen Wert vergleichbar mit dem nahegelegenen Megiddo. Straßenverbindungen bestanden nach Caesarea, Skythopolis, Sepphoris und Ptolemais (Akkon). Etwa 12 km südlich von Skythopolis befand sich ein weiteres römisches Militärlager in Tel Shalem (arabisch: Tell er Radgha, Standort), wo eine Vexillation der Legio VI Ferrata durch eine Bauinschrift nachgewiesen ist. In Tel Shalem wurden seit den 1970er Jahren bemerkenswerte Funde gemacht: Teile einer Panzerstatue Hadrians, ein weiterer Kopf einer Statue sowie Fragmente einer monumentalen lateinischen Inschrift. Auf der Grundlage des üblichen Formulars legte Eck 1999 eine Rekonstruktion des Textes sowie des Bogenmonuments, zu dem sie gehörte, vor. Ecks Datierung auf das Jahr 136 kann sich allerdings nicht auf die erhaltenen Teile der Inschrift stützen. Ein vom römischen Senat errichtetes Siegesmonument an diesem relativ dezentralen Ort bedeute, so Eck, dass bei Tel Shalem ein Schlachtfeld gewesen sei. Eine andere Textrekonstruktion und Interpretation schlug Glen W. Bowersock vor. Bowersock bestreitet grundsätzlich, dass der Standort eines Bogenmonuments Hinweis auf ein aus anderen Quellen nicht bekanntes Schlachtfeld sein kann. Er verweist hierzu auf Fragmente eines monumentalen Bogens, die 1996 in Petra aufgefunden wurden. Dieses Monument habe auch nicht der Feier eines unbekannten Sieges gedient. „Ich schlage vor, dass wir uns von der Idee verabschieden, dass nahe bei Skythopolis heftige, sonst nicht bezeugte Kämpfe stattfanden, weshalb ein römischer Triumphbogen hier errichtet wurde. Ich glaube, der Bogen gehört wie alle anderen zu Hadrians Reise im Jahr 130.“

## Bevölkerungsgruppen in Judäa
Die Bevölkerung der Provinz Judäa war ethnisch, religiös und kulturell keine Einheit. Caesarea, die Provinzhauptstadt, war verglichen mit anderen Kolonien im Osten des Reichs stark römisch geprägt; Latein war die vorherrschende Sprache. In die kleine Zivilsiedlung, die sich in Jerusalem neben dem dominierenden Militärlager gebildet hatte, mögen zwar einige ehemalige Jerusalemer Familien zurückgekehrt sein, Veteranen hatten sich dort wohl auch niedergelassen. Aber für die Stadtwerdung war ein starker Zuzug von Fremden notwendig. Diese kamen in den Genuss der mit dem Koloniestatus verbundenen Privilegien wie Steuerfreiheit.
Shimon Applebaum zufolge war der Grund und Boden in Judäa nach dem Ende des Ersten Jüdischen Krieges ins Eigentum des Kaisers Vespasian übergegangen. Als Pächter seien Veteranen, Günstlinge des Kaiserhauses, aber auch jüdische Aristokraten aufgetreten, die ihr Pachtland aufteilen und unterverpachten konnten. Die jüdischen Bauern seien praktisch enteignet worden und hätten als kleine Pächter zu ungünstigen Bedingungen ihr ehemals eigenes Land bestellen müssen. Die Volksüberlieferungen, die in der talmudischen Literatur bewahrt seien, zeigten, dass der Aufstand in der unterdrückten jüdischen Landbevölkerung seinen Ursprung nahm. Der Aufstand sei eine soziale Bewegung gewesen, die von Kleinbauern getragen wurde. Gegen dieses Szenario spricht, dass Applebaum rabbinische Literatur aus späterer Zeit zur Rekonstruktion der wirtschaftlichen Verhältnisse vor dem Krieg nutzt. Außerdem zeigen die Textfunde aus der Zeit des Aufstands, dass am System der Verpachtung und Unterverpachtung nicht gerüttelt wurde.
Die ältere Forschung ging davon aus, dass die jüdische Bevölkerung im 2. Jahrhundert von Rabbinern geleitet wurde. Ein Aufstand ohne die Unterstützung von bedeutenden Toragelehrten wie Rabbi Akiba war schwer vorstellbar. Heute wird der Einfluss der Rabbiner geringer eingeschätzt. Pointiert formulierte Seth Schwartz 2001, dass die „rabbinozentrische“ Sicht der jüdischen Bevölkerung zwischen dem Ersten Jüdischen Krieg und dem Bar-Kochba-Aufstand unangemessen sei. Bei den Rabbinern und ihrem Kreis handle es sich um ein möglicherweise kleines Segment der Gesellschaft, das sich aber als Elite gefühlt habe. Ein anderer Teil der Bevölkerung habe den Untergang von Tempel und Tora sogar begrüßt, um sich der Mehrheitskultur anschließen zu können. Eine vermutlich große Gruppe habe nach den Traumatisierungen des Ersten Jüdischen Krieges keinen Kontakt zu ihrer traditionellen Lebensweise mehr gehabt. Peter Schäfer meint, dass Hadrians Pläne mit Jerusalem von einer Gruppe assimilierter Juden akzeptiert oder unterstützt worden seien. Der Aufstand sei aus einem schon lange schwelenden innerjüdischen Konflikt zwischen Befürwortern und Gegnern der Assimilation eskaliert. Es gibt nur wenige Hinweise darauf, was aus dem assimilierten Bevölkerungsteil nach dem Ausbruch der Kämpfe wurde. Eine historisch verwertbare Notiz in der rabbinischen Literatur belegt, dass sich zur Zeit Bar Kochbas viele jüdische Männer, die sich dem Epispasmos unterzogen hatten, erneut beschneiden ließen. Dazu wurden sie vermutlich von den Aufständischen gezwungen. Einige Juden dienten während des Bar-Kochba-Aufstands in der römischen Armee. Barsimso Callisthenis etwa, der aus Caesarea stammte, wurde bei Beginn des Aufstands als Verstärkung für die Cohors I Vindelicorum rekrutiert. Er gehörte einer Auxiliareinheit an und empfing sein Militärdiplom im Jahr 157.
Cassius Dio schreibt, dass sich auch Nichtjuden in der Anfangsphase dem Aufstand anschlossen. In den Bar-Kochba-Briefen werden Personen mit nabatäischen Namen erwähnt. Allgemein wird vermutet, dass die Unterschicht in den Städten im Aufstand eine Chance sah, ihren sozialen Status zu verbessern. Während des Aufstands rebellierten wahrscheinlich auch die Samaritaner in ihrem Siedlungsgebiet gegen die römische Herrschaft, ohne sich der Leitung Bar Kochbas zu unterstellen.

## Vorbereitungen und Ausbruch der Kämpfe
Nach allen literarischen Quellen brach der Aufstand aus, als Quintus Tineius Rufus Statthalter der Provinz Judäa war. Dieser war bereits Legatus Augusti pro praetore, als Hadrian Judäa besuchte. Cassius Dio zufolge war der Aufstand sorgfältig vorbereitet worden. In Judäa habe es eine Waffenproduktion für die römische Armee gegeben, wobei die Rebellen absichtlich mangelhafte Waffen produziert hätten, damit diese von der Armee abgewiesen würden und dann von ihnen selbst benutzt werden könnten. Diese Episode gilt oft als fiktionales Element in Cassius Dios Bericht. Dagegen meint Birley, dass es dem Stil der Regierung Hadrians entsprochen habe, Qualität bei der militärischen Ausrüstung einzufordern und deshalb Lieferungen zurückzuweisen, die nicht dem Standard entsprachen.
Cassius Dio beschreibt außerdem Operationsbasen, die die Rebellen vor Ausbruch der Kämpfe angelegt und mit Schächten, Mauern und Tunneln ausgebaut hätten. Zahlreiche solcher Verstecke, sogenannte hiding complexes, wurden besonders in der Schefela identifiziert. Diese unterirdischen Anlagen befinden sich meist innerhalb antiker Ortschaften. Es handelt sich um künstliche Höhlen, die durch enge waagerechte Gänge sowie senkrechte Schächte untereinander verbunden sind. Die engen, niedrigen Eingänge konnten von innen verschlossen werden. Es gibt in diesen Zufluchtsstätten Wasserreservoirs und Nischen für Lampen. Amos Kloner und Boaz Zissu gehen davon aus, dass die Anlage und Nutzung der hiding complexes verlässlich in die Zeit des Bar-Kochba-Aufstands datiert werden könne, unter anderem durch 25 Fundmünzen aus allen Jahren des Aufstandes. Andere Archäologen vermuten, dass diese unterirdischen Räume über einen langen Zeitraum immer wieder von der Bevölkerung in Notzeiten aufgesucht wurden. Ihre Nutzung während des Aufstands wäre also in jedem einzelnen Fall durch Befunde zu begründen. Eck kombiniert beide von Cassius Dio genannten Kriegsvorbereitungen, indem er erwägt, dass die von den Römern zurückgewiesenen Waffen in den unterirdischen Verstecken magaziniert wurden.
Auch in Galiläa hat man vergleichbare Tunnelsysteme entdeckt. Für Archäologen, die in derartigen Anlagen eine Vorbereitungsmaßnahme für den Bar-Kochba-Aufstand sehen, ist damit der Beweis erbracht, dass Teile der galiläischen Bevölkerung bereit waren, sich Bar Kochba anzuschließen (so Yigal Tepper, Yuval Shahar, Yinon Shivti’el) – was dann aber möglicherweise nicht in die Tat umgesetzt wurde.
Der Aufstand brach im Sommer oder Herbst des Jahres 132 aus. Die römische Militäradministration wurde davon völlig überrascht. Auxiliartruppen waren während der Zwischenkriegszeit im ganzen Gebiet der Provinz stationiert worden. Die Aufständischen griffen diese kleinen Lager an. Sie fügten der römischen Armee auf diese Weise schwere Verluste zu. Eck vermutet: „Mindestens die Hälfte der Legionäre [der Legio X Fretensis] war mit einem Schlag ausgelöscht.“ Die literarischen, epigraphischen, numismatischen und archäologischen Zeugnisse des Aufstandes geben keinen Aufschluss über die eigentlichen Kampfhandlungen.

## Bar Kochbas Regierung

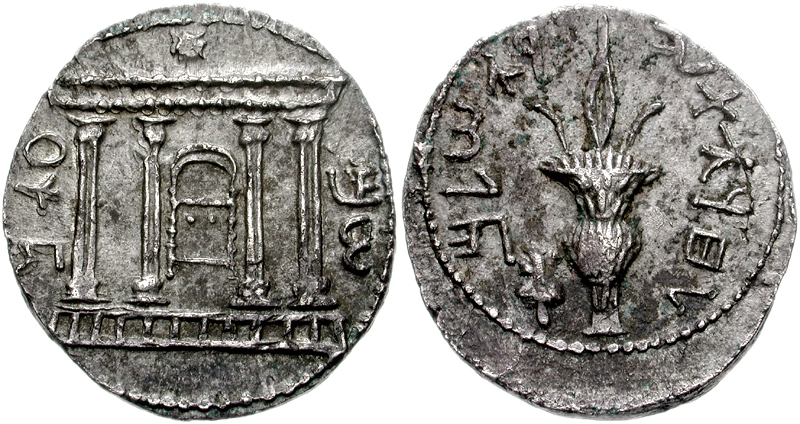
Silberne Tetradrachme der Bar Kochba-Administration. Vorderseite: Tempelfassade, Aufschrift: Schim‘on, Rückseite: Lulav und Etrog für das Laubhüttenfest, Aufschrift: Erlösung Jerusalems.

### Eigene Münzen
Das Prägen eigener Münzen ist ein Vorrecht souveräner Staaten und war in sich schon eine Kriegserklärung an Rom, wie sie unter allen aufständischen Provinzen des Reichs nur in Judäa – und zwar in beiden Kriegen gegen Rom – vollzogen wurde. In Umlauf befindliche römische Münzen mit paganer Symbolik wurden von Bar Kochbas Leuten eingezogen und überprägt. Das war nach Ya’aḳov Meshorer eine sowohl religiöse als auch politische Botschaft. Im Unterschied zur Ausgabe neuer Münzen war das Überprägen bereits vorhandener keine Quelle staatlicher Einnahmen und band Arbeitskräfte. Die Rebellenführung nahm das trotz der Belastungen des Krieges in Kauf, weil eigene Münzen die Möglichkeit boten, eine Botschaft an die Bevölkerung zu kommunizieren.
Martin Goodman weist auf die Bezüge hin, die die neuen Silber- und Bronzemünzen zu jenen des Ersten Jüdischen Krieges herstellen: Wahl der gleichen Motive (Palmen, Lulavim), die gleichen Schlagworte „Freiheit – Erlösung – Jerusalem“, der Gebrauch der althebräischen Schrift. Letzteres ist auffällig, da sich zur Zeit Bar Kochbas die Quadratschrift schon völlig durchgesetzt hatte. Trotz dieser Bezüge zur Vergangenheit begann mit dem Beginn des Aufstands eine neue Ära: Im Gegensatz zu den Prägungen der Jahre 66 bis 70 kommt der Begriff Zion auf den Beischriften nicht vor (stattdessen Israel und Jerusalem) und mit Schim‘on und El‘asar werden zwei Führungspersönlichkeiten benannt, während die Rebellenführer des Ersten Jüdischen Krieges auf ihren Münzprägungen nicht namentlich erscheinen.
Hortfunde aus der Zeit des Aufstands, die keine Bar-Kochba-Münzen enthalten, können als Hinweis auf eine vorhandene Skepsis gegenüber dem Rebellenstaat verstanden werden. Denn die Münzen Bar Kochbas wurden nur in diesem begrenzten Gebiet akzeptiert. Ihr Tausch in andere Währung konnte riskant sein. Zum Ende des Aufstands hin verlor Landbesitz massiv an Wert, und Münzen waren hoch geschätzt.

### Führungspersönlichkeiten

#### Bar Kochba
Über die Familie des Rebellenführers Simon Bar Kochba, eigentlich Bar (oder Ben) Kosiba, ist nichts bekannt. Auf den Münzen erscheint nur der Eigenname Schim‘on, oft zusammen mit dem Titel Nasi. Sowohl rabbinische als auch christliche Quellen sowie die Textfunde aus der Wüste Juda nennen seinen Beinamen. Kosiba kann sich auf den Herkunftsort oder – wahrscheinlicher – auf den Namen des Vaters (Patronym) beziehen. Eine rabbinische Notiz, wonach er ein Neffe von Rabbi El‘azar haModa‘i gewesen sei, wird von Schäfer als literarischer Topos ohne historische Relevanz beurteilt. Cassius Dio erwähnt Bar Kochba nicht.
In seinen Briefen zeigt sich Bar Kochba als aggressiv auftretender Militärführer, der sich persönlich mit Disziplinarfragen und Alltagsproblemen befasste. Die Befolgung des Religionsgesetzes war ihm wichtig. Ein oft genanntes Beispiel hierfür ist seine Anforderung von Palmzweigen, Etrogim, Myrten und Weidenzweigen, um in seinem Militärlager das Laubhüttenfest feiern zu können. Eine Notiz Justins des Märtyrers stellt eine der wenigen zeitgenössischen Nachrichten über Bar Kochba dar: „Während des jüngst entbrannten jüdischen Krieges befahl nämlich Bar Kochba (Βαρχωχεβας), der Anführer des Aufstands der Juden, nur die Christen zu schwersten Strafen abzuführen, wenn sie nicht Christus verleugneten und lästerten.“ Nach der Einschätzung Schäfers zeigt der Vergleich mit den Bar-Kochba-Briefen, dass der Rebellenführer rigoros gegen Personen oder Gruppen vorging, die seine Autorität nicht akzeptierten. Warum sich die Christen in der Provinz Judäa Bar Kochba widersetzten, ist nicht bekannt, doch wird allgemein angenommen, dass sie Bar Kochba als Messias ablehnten.

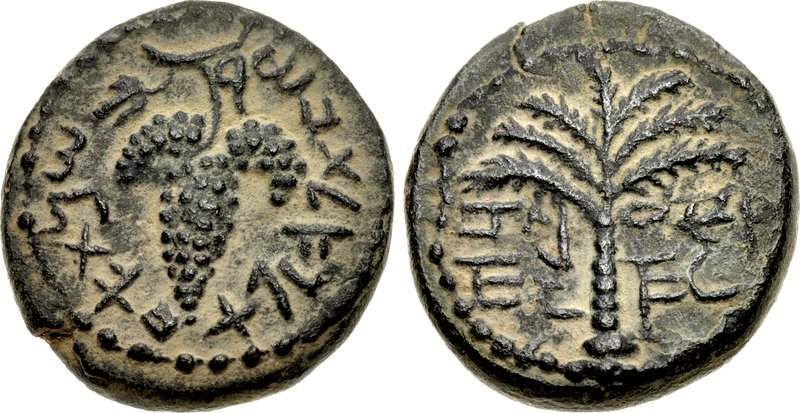
Münzprägung des Bar-Kochba-Aufstands, Vorderseite: Weintrauben, Inschrift: Jahr 1 der Erlösung Israels. Rückseite: Dattelpalme, Inschrift: El‘azar der Priester

Für einen möglichen messianischen Anspruch Bar Kochbas werden zwei Motive auf den Münzprägungen der Aufständischen als Beleg angeführt: Stern und Weintrauben. Bei der Münzprägung, die eine Tempelfassade und darüber eine Art Stern zeigt, präzisiert Leo Mildenberg, dies sei eine Rosette und nur eines von mehreren über dem Tempel abgebildeten Ornamenten. Schäfer hält eine messianische Bedeutung bei den Weintrauben für denkbar, da sie auch in der Literatur ein Symbol für die Fruchtbarkeit des Landes Israel in der messianischen Zeit seien. Auf den Münzen Bar Kochbas wird die Fassade des Tempels ebenso dargestellt wie Motive des Tempelkultes, zum Beispiel Musikinstrumente. Daraus wird häufig gefolgert, dass die Eroberung Jerusalem und die Erneuerung des Opferkults im wieder hergestellten Tempel Hauptziele der Rebellen gewesen seien – wobei man verschiedener Meinung sein kann, ob Bar Kochba diese Ziele je konkret anging oder die entsprechenden Münzprägungen zur Motivierung seiner Kämpfer nutzte. Schäfer relativiert, dass Motive des Tempelkults auch auf früheren jüdischen Münzen so häufig seien, „daß man daraus überhaupt nichts schließen kann“.
Sicher ist, dass Bar Kochba den Titel hebräisch נשיא ישראל „nasi (Prinz, Fürst) von Israel“ annahm. Eine religiöse Aufladung des Titels nasi lässt sich aus dem biblischen Buch Ezechiel (Kap.44–66) herleiten. Die Herrschaft des nasi wurde für die Endzeit erwartet (siehe besonders Ez 37,24–25 ). Auch in der Qumranliteratur hatte der Titel messianischen Klang. In der Mischna dagegen ist der Titel nasi fast bedeutungsgleich mit „König“ und bezeichnet einen weltlichen Herrscher. Als „nasi von Israel“ galt Bar Kochba offenbar als Eigentümer des Grund und Bodens in Judäa, den er verpachtete. Seine Hauptaufgabe als nasi war eine militärische: Judäa von der römischen Herrschaft zu befreien. Sowohl die Münzprägungen als auch die Urkunden aus der Zeit des Aufstandes verwenden die Schlüsselbegriffe „Erlösung“ (hebräisch גאולה ge’ullah) und „Befreiung“ (hebräisch חרות cherut). Sie stehen für eine komplexe Verbindung von religiösen, politischen und sozialen Erwartungen, die seine Anhängerschaft auf Bar Kochba richtete.

#### El‘azar, der Priester
Eine Führungsgestalt neben Bar Kochba, der Münzen mit seinem Namen prägen ließ, war „El‘azar, der Priester“. Einige israelische Forscher (Baruch Kanael, Yehuda Devir und Yeivin) interpretieren den Titel Priester als Hohepriester und leiten daraus weitergehende Hypothesen ab über eine eigentlich priesterliche Leitung des Aufstands, die Bar Kochba übergeordnet gewesen sei. Angesichts der Häufigkeit des Namens El‘azar ist die Identifikation mit einer der in rabbinischen Quellen genannten Personen dieses Namens spekulativ. Genannt wird in diesem Zusammenhang Rabbi El‘azar haModa‘i, der vermeintliche Onkel Bar Kochbas. William Horbury meint, dass die Aussprüche, die El‘azar haModa‘i in der rabbinischen Literatur zugeschrieben würden, Zeitkolorit des Bar-Kochba-Aufstands zeigten.

#### Rabbi Akiba
In vielen Darstellungen des Bar-Kochba-Aufstandes wird Rabbi Akiba, dem bedeutenden Toragelehrten, die Rolle eines Organisators zugeschrieben. Er sei in der Diaspora umhergereist, um Mittel und Unterstützer für die Aufständischen zu sammeln. Diese Theorie wurde Mitte des 19. Jahrhunderts von Nachman Krochmal entwickelt und von Heinrich Graetz in seinem viel rezipierten Geschichtswerk übernommen. Akiba habe Bar Kochba zum Messias proklamiert, sei vom Statthalter Tineius Rufus inhaftiert worden und als Märtyrer gestorben. Als Quellen für Akibas Biografie stehen ausschließlich verstreute Hinweise in der rabbinischen Literatur zur Verfügung. Diese Quellen schweigen zu einem politischen Zweck der Reisen Akibas. Dass sie der Werbung für den Aufstand dienten, ist eine Hypothese.
Drei Stellen in der rabbinischen Literatur bringen Akiba und Bar Kochba in einen Zusammenhang; sie beinhalten die sogenannte Messiasproklamation: „Als Rabbi Akiba den Ben Koziba sah, sagte er: Ein Stern (kochab) tritt hervor aus Jakob, Kochba trat hervor aus Jakob; er ist der messianische König.“ Die messianische Deutung der Bibelstelle Num 24,17  ist alt. Schon die griechische Übersetzung setzt sie voraus: „Ein Stern wird aufgehen aus Jakob und ein Mensch wird aufstehen aus Israel…“ Diese Auslegung war auch in Qumran beliebt, aber nicht auf diese Gemeinschaft beschränkt. Neu und singulär ist die Konkretisierung auf eine bestimmte historische Person. Nach der Analyse von Schäfer ist nicht ermittelbar, ob diese Identifikation vom historischen Akiba stammt oder ihm nachträglich zugeschrieben wurde. Sie führte zur Umbenennung von Bar Kosiba zu Bar Kochba („Sternensohn“), bzw. in der späteren rabbinischen Literatur Bar Koziba („Lügensohn“).

### Von Bar Kochba kontrolliertes Territorium

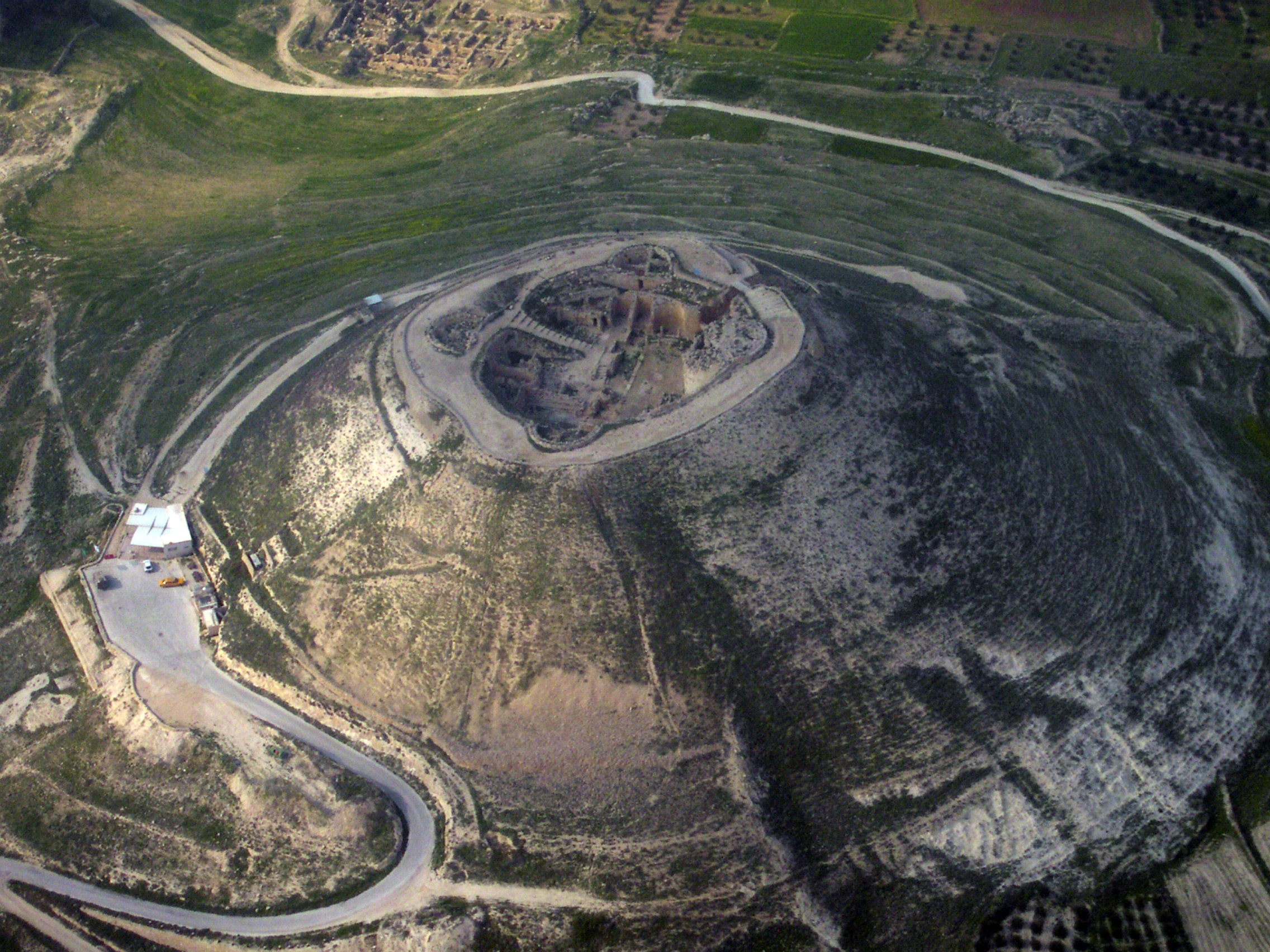
Herodium war ein Verwaltungszentrum der Aufständischen, vielleicht ihr Hauptquartier. Die bereits recht zerfallene Herodesburg wurde während des Aufstands nicht mit Fortifikationen im engeren Sinn ausgebaut, nachweisbar sind nur Behelfsunterkünfte.

Das Kerngebiet des Aufstands ist ein Territorium, das durch Betar (Battir) im Nordwesten, Hebron im Südwesten und das Tote Meer im Osten umgrenzt ist. Der Rebellenstaat war aber größer. Hier hofft man, durch Untersuchung der von Rebellen angelegten Hiding complexes zu neuen Erkenntnissen zu kommen. Kloner und Zissu zogen aufgrund dieses Kriteriums die Grenzen des Gebiets folgendermaßen:
- im Osten das Jordantal und das Tote Meer;
- im Westen die Ausläufer der Schefela ohne die Küstenebene;
- im Norden eine Linie, die von der archäologischen Stätte Antipatris über Alexandreion bis zum Jordantal verläuft, d. h. der angenommene nordwestliche Eckpunkt des Territoriums liegt nahe beim Autobahnkreuz der israelischen Highways 5 und 6;
- im Süden eine Linie von Beerscheba und Arad bis zum Toten Meer.

Da keine Münzprägungen Bar Kochbas in Galiläa oder Transjordanien aufgefunden wurden, gehörten diese Regionen wahrscheinlich nicht zu dem Gebiet, das seiner Verwaltung unterstand – was Kampfhandlungen dort aber nicht ausschließt. Die Frage, ob Galiläa einbezogen war, ist auch vor dem Hintergrund zu sehen, dass die ältere Forschung annahm, die Juden Galiläas seien weniger „konservativ“ gewesen als jene im Raum Jerusalem.
Die Motive auf den Münzprägungen Bar Kochbas, insbesondere die Aufschrift „Für die Freiheit Jerusalems“, haben immer wieder Vermutungen genährt, dass Bar Kochba Jerusalem zeitweise unter seine Kontrolle bringen konnte. So sieht es Smallwood: Die Aufständischen hätten Jerusalem zu einem frühen Zeitpunkt eingenommen und mehrere Jahre gegen die Römer gehalten. Als Beleg für eine Kontrolle Jerusalems hat man auch vier Papyri aus dem Wadi Murabbaat herangezogen. Sie waren nach der Lesung des Ausgräbers Milik in Jerusalem ausgestellt worden; nach Überprüfung mit der Radiokarbonmethode datieren diese Dokumente aber aus dem Ersten Jüdischen Krieg.
Dass im Stadtgebiet bei archäologischen Grabungen nur drei Bar-Kochba-Münzen gefunden wurden, spricht nach Einschätzung von Hanan Eshel eindeutig gegen eine Kontrolle der Rebellen über die Stadt. Auch aus politischen und militärischen Gründen muss eine Einnahme Jerusalems durch Bar Kochbas Kämpfer als unwahrscheinlich gelten. Dazu hätten sie die dort stationierte Legion besiegen müssen. Die römische Seite hätte eine solche Niederlage nicht auf sich beruhen lassen, sondern mit massiven Gegenmaßnahmen geantwortet. Die Rebellen wären in der Stadt belagert worden, und diese wäre für sie zur Falle geworden, wie schon im Ersten Jüdischen Krieg.
Wer mit einer Herrschaft Bar Kochbas über Jerusalem rechnet, braucht auch ein Szenario, wie diese endete. Smallwood benennt verschiedene antike Autoren, die eine (Rück-)Eroberung Jerusalems durch Hadrian erwähnen: Appian, Justin, Eusebius und Hieronymus. Nach der Analyse Schäfers sind Justin, Eusebius und Hieronymus als christliche Autoren nur daran interessiert, dass Jerusalem für die Juden zu ihrer Zeit endgültig verloren war. Bleibt Appian, der schreibt, Hadrian habe Jerusalem „zerstört“ (κατέσκαψε); hier argumentiert Schäfer, dass Hadrian das jüdische Jerusalem durch die Neuanlage von Aelia Capitolina gründlich zerstört habe und man deshalb nicht an eine eigentliche Belagerung der Stadt durch die römische Armee während des Bar-Kochba-Aufstandes zu denken brauche.

## Die römische Rückeroberung Judäas
Hadrian begab sich in der Anfangsphase des Aufstands wahrscheinlich selbst an den Kriegsschauplatz. Er verzichtete wegen der schweren Verluste auf die in den Briefen von Heereskommandeuren an den Senat übliche Grußformel: „Wenn ihr und eure Kinder gesund seid, dann ist es gut. Wir und das Heer sind gesund.“ Der Aufstand wird in römischen Inschriften als expeditio Iudaica bezeichnet. Diese Formulierung wurde normalerweise nur verwendet, wenn der Kaiser persönlich anwesend war.

### Verluste und Truppenaushebungen
Auf römischer Seite kämpften zunächst die beiden in Judäa stationierten Legionen (Legio X Fretensis, Legio VI Ferrata) mit ihren Auxiliareinheiten. Sie erlitten bei Kriegsbeginn große Verluste, da sie sich nicht an die Taktik der Rebellen anpassten. Gaius Publicius Marcellus, Statthalter der Provinz Syria, führte Verstärkung aus dem Norden heran, darunter die Legio III Gallica. Weitere Legionen entsandten Vexillationen: aus der Provinz Arabia die Legio III Cyrenaica, aus Ägypten die Legio II Traiana, aus Moesia Inferior die Legio V Macedonica und die Legio XI Claudia, aus Kappadozien die Legio XII Fulminata und aus Pannonia Superior die Legio X Gemina. Unter der Annahme, dass drei Legionen in Sollstärke kämpften und sechs Legionen je etwa 500 Soldaten als Verstärkung entsandten, berechnet Mor, dass auf römischer Seite etwa 18.000 Legionäre an der Unterdrückung des Bar-Kochba-Aufstands beteiligt gewesen seien, zuzüglich der Auxiliareinheiten 27.500 Kämpfer. Andere Historiker rechnen mit weit höheren Zahlen. So nimmt Bringmann an, dass 12 bis 13 Legionen teils in voller Stärke, teils mit Marschabteilungen auf dem judäischen Kriegsschauplatz kämpften, das wäre etwa ein Viertel des gesamten römischen Heeres. Eck nimmt an, dass 50.000 bis 60.000 römische Soldaten in Judäa eingesetzt wurden.
Schon Domaszewski hatte vermutet, dass die Rebellen die Legio XXII Deiotariana vernichteten, eine Theorie, die bis heute vertreten wird. Teilweise schließen sich daran weitergehende Vermutungen über den Kriegsverlauf an: Der frühe Sieg habe den Aufständischen die Herrschaft über die ganze Provinz bis auf Städte wie Caesarea und Jerusalem gebracht; den Rebellen sei die Legionskasse in die Hände gefallen, und sie hätten diese Münzen überprägt. Sicher ist nur: Die Legio XXII Deiotariana war 119 in Ägypten stationiert und fehlt in einer Liste der Legionen aus der Zeit des Antoninus Pius. Ob sie aber überhaupt an den Kämpfen in Judäa teilnahm, ob sie aufgelöst oder aufgerieben wurde, ist unbekannt. Aus einer schwer lesbaren Bauinschrift am Aquädukt von Caesarea wird geschlossen, dass diese Legion 132/134 in Judäa stationiert gewesen sei. Ihr Name sei nachträglich aus der Inschrift getilgt worden, eine Damnatio memoriae wegen ihrer unrühmlichen Rolle im Aufstand. Eck blieb 2011 unentschieden: „Die Rekonstruktion muss eine Hypothese bleiben“.

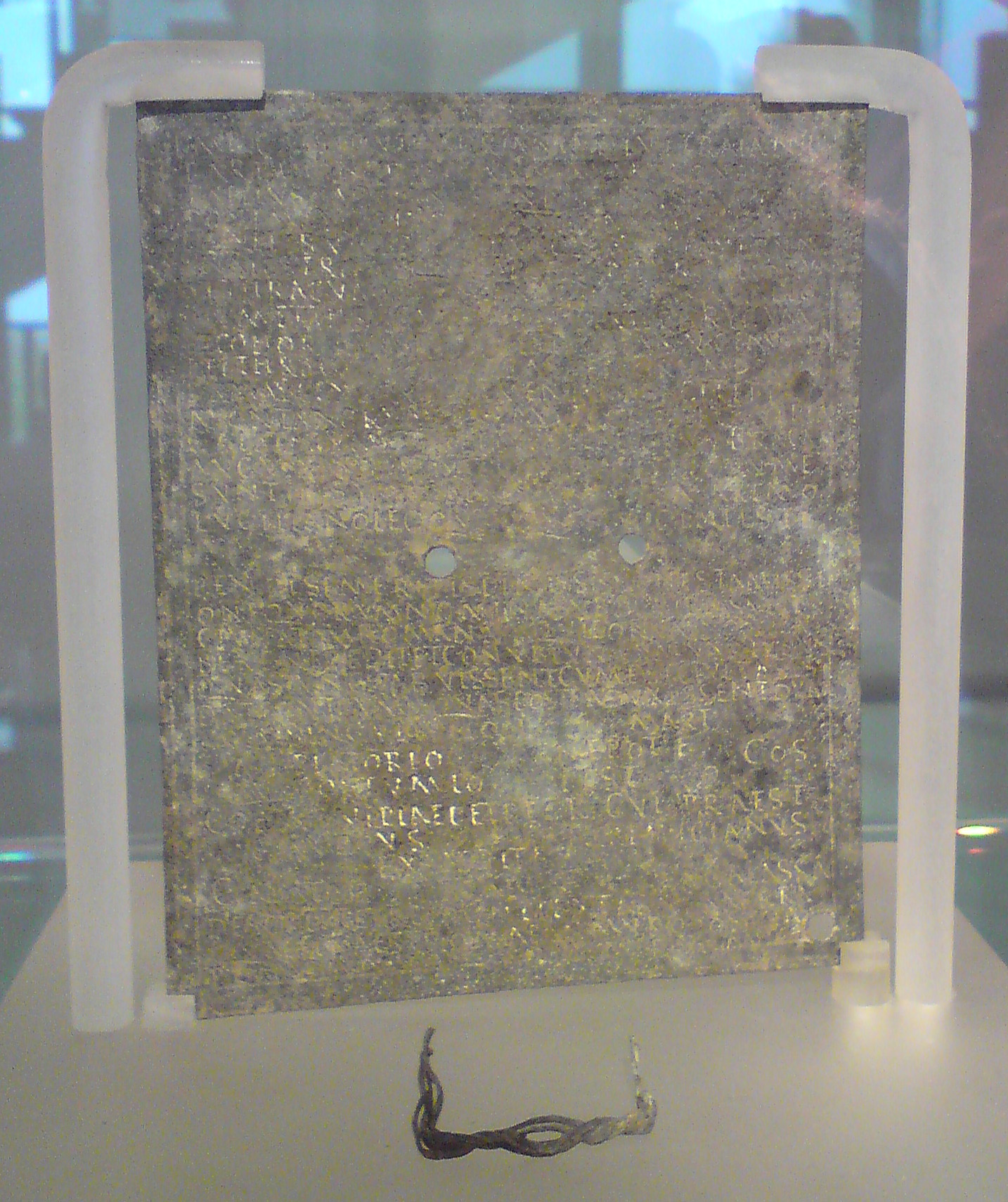
Militärdiplom: Kaiser Antoninus Pius verlieh im Jahr 160 an einen Veteranen der Hilfstruppen in Syria Palästina nach 25 Dienstjahren das Bürgerrecht (Hecht Museum, Haifa)

Nach Eck belegen 15 Militärdiplome, die im Jahr 160 ausgegeben wurden, die massiven römischen Verluste am Anfang des Aufstandes. Empfänger waren Veteranen der in Misenum am Golf von Neapel stationierten Flotte. Bei einer Dienstzeit von 26 Jahren müsste es, wenn man die Lebenserwartung eines Flottensoldaten sowie den Umstand, dass nur etwa ein Prozent aller römischen Diplome erhalten sind, berücksichtigt, im Jahr 135 eine Massenrekrutierung (dilectus) für die Flotte gegeben haben. Diese Rekruten ersetzten Flottensoldaten, die zur Verstärkung der Legio X Fretensis als Infanteristen in das Aufstandsgebiet geschickt worden waren. „Ein solch außergewöhnlicher Transfer von Leuten, die nicht freigeborene römische Bürger waren, in eine römische Bürgerlegion ist immer eine Notstandsmaßnahme gewesen.“ Das von Eck entwickelte Szenario hat trotz des Widerspruchs von Mor weitgehende Akzeptanz gefunden.
Vier Militärdiplome, die auf dieselbe Konstitution des Jahres 160 zurückgehen und für Veteranen aus Syria Palaestina ausgestellt wurden, erlauben es außerdem, eine vom römischen Militärkommando veranlasste Zwangsrekrutierung in der Provinz Lycia et Pamphylia nachzuvollziehen. Sie hatte das Ziel, junge Soldaten im Jahr 135 den in Judäa kämpfenden Auxiliareinheiten einzugliedern. Ein besonders gut erhaltenes Exemplar besitzt das Hecht Museum in Haifa (Foto). Es wurde für den Veteranen Galata, Sohn des Tata, ausgestellt, der aus Sagalassus in Pisidien stammte.

### Entsendung des Sextus Iulius Severus
Der Statthalter von Judäa, Quintus Tineius Rufus, versuchte erfolglos, den Aufstand durch grausame Vergeltungsaktionen zu ersticken. Birley nimmt an, dass er im Jahr 133 oder 134 abgesetzt wurde. Cassius Dio schreibt, Hadrian entsandte seine besten Feldherrn ins Aufstandsgebiet; namentlich nennt er aber nur den Gouverneur von Britannien, Sextus Iulius Severus. Dieser traf im Lauf des Jahres 134 in Judäa ein, begleitet von Einheiten aus Britannien, darunter der Legio VI Victrix. Auch die Statthalter der beiden Nachbarprovinzen Syria (Gaius Publius Marcellus) und Arabia Petraea (Titus Haterius Nepos) waren offensichtlich als Kommandeure am Kampfgeschehen beteiligt, denn sie wurden gemeinsam mit Iulius Severus von Hadrian am Ende des Krieges mit den Ornamenta triumphalia ausgezeichnet. Iulius Severus hatte bis dahin eine sehr erfolgreiche Laufbahn vorzuweisen. Die Versetzung von einer großen Provinz in eine kleinere wäre normalerweise als Strafe verstanden worden, hier war es eine Notfallmaßnahme. Iulius Severus stammte aus der Kolonie Aequum in Dalmatien. Sowohl hier als auch in dem benachbarten Legionslager Burnum wurden Monumente zu seinen Ehren errichtet, wobei er auch als Legatus Augusti pro praetore der Provinz Syria Palästina bezeichnet wird. Er war demnach Statthalter von Judäa bis zum Ende des Aufstands. (Das Monument wurde nach dem römischen Sieg errichtet, als er für seine Verdienste ausgezeichnet wurde, und enthält deshalb den neuen Namen der Provinz.)
Die Befehlsübernahme durch Iulius Severus brachte die Wende zugunsten der Römer, denn er hatte Erfahrung mit der Kriegführung im Bergland. Er bildete zahlreiche kleine römische Kampfgruppen, die die einzelnen Widerstandsnester isolierten, von ihrem Nachschub abschnitten und zerstörten. Wie die archäologische Erforschung der Wadis am Toten Meer gezeigt hat, zogen sich die Rebellen mit ihren Familien in der Endphase des Aufstands in unzugängliche Höhlen zurück und wurden dort von der römischen Armee ausgehungert. Im Kernland der Provinz Judäa zerstörten die Legionäre systematisch zahlreiche jüdische Dörfer; die Ruinen blieben danach für einen längeren Zeitraum unbewohnt.

### Fall von Betar
Bar Kochbas letzter Rückzugsort war Betar (arabisch Khirbet el-Yahud, (dt. Ruine der Juden), Standort). Der Ort hatte in Friedenszeiten 1000 bis 2000 Einwohner und war unbefestigt. Er befand sich in strategisch günstiger Lage auf einer Hügelkuppe etwa 11 km südwestlich von Jerusalem, 700 m über dem Meeresspiegel und 150 m über dem Wadi a-Sakha, das von drei Seiten einen natürlichen Schutz vor Angriffen bot. Auf der Südseite, von wo der Zugang leicht möglich war, hatten die Verteidiger einen 5 m tiefen und 15 m breiten Graben ausgehoben. Unter Zeitdruck befestigten die Rebellen den Ort mit einer mindestens 5 m hohen, recht provisorischen Mauer mit Pfeilern und Türmen. Sie sollte ihnen als Verteidigungslinie dienen.
Ein umgebender römischer Wall, der die Besatzung Betars von der Wasserversorgung abschnitt, ist im Gelände teilweise sichtbar. Im Süden des Orts befanden sich die Reste zweier Römerlager und in der näheren Umgebung weitere Lager, so dass Oppenheimer mit 10.000 bis 12.000 römischen Legionären und entsprechend vielen Verteidigern Betars rechnet. Die Belagerung dauerte mehrere Monate, wobei die Verteidiger der Festung „durch Hunger und Durst zum Äußersten getrieben wurden“, wie Eusebius von Caesarea schrieb. Die römische Armee stürmte Betar. Alles war so schnell vorüber, dass von den Verteidigern vorbereitete Schleudersteine nicht mehr zum Einsatz kamen.
Der Fall von Betar wird in der rabbinischen Literatur mehrfach erwähnt. Schäfer analysiert diesen „Bethar-Komplex“ mit dem Ergebnis, dass der historische Wert der Texte im Blick auf den Ablauf der Kämpfe „äußerst zweifelhaft“ sei. Andererseits hält Schäfer die Geschichten, die sich um den Fall von Betar ranken, für sehr aussagekräftig als Echo eines schrecklichen Ereignisses, das von den nachfolgenden Generationen literarisch gestaltet wurde.

### Siegesfeierlichkeiten
Als der Krieg in den ersten Monaten des Jahres 136 aus römischer Sicht siegreich abgeschlossen war, schwiegen die römischen Reichsmünzen, „als ob im Nahen Osten tiefer Friede geherrscht hätte und nicht umgekehrt Rom gezwungen gewesen wäre, dort mehr als drei Jahre lang mit höchstem Einsatz seiner Truppen eine für das Reich und seine Stabilität im Osten gefährliche Revolte niederzukämpfen,“ so Eck. Eine fragmentarisch erhaltene Inschrift in Rom, die zu einem kleinen Triumphbogen oder einer Statuenbasis gehört haben kann, deutet auf eine öffentliche Ehrung Hadrians durch den Senat hin. Dieses Fragment wurde direkt neben dem Tempel des Vespasian gefunden. Hadrian ließ sich zum zweiten Mal als Imperator ausrufen, verlieh seinen Feldherrn die Ornamenta triumphalia, verzichtete aber auf einen Triumphzug. Eck zufolge ließ der Senat zu Ehren Hadrians bei Tel Shalem einen monumentalen Ehrenbogen errichten; ein solches Bauwerk sei außerhalb von Rom und Italien gelegentlich zur Erinnerung an einen römischen Sieg errichtet worden. Er vergleicht damit den Ehrenbogen, der für Kaiser Trajan 116 außerhalb von Dura Europos zur Erinnerung an den entscheidenden Sieg über die Parther erbaut wurde. Der Ehrenbogen von Tel Shalem sei deshalb mit der Niederschlagung des Bar-Kochba-Aufstands und der erneuten Ausrufung Hadrians zum Imperator direkt verbunden.
Dass Hadrian den Sieg in seiner Herrschaftsdarstellung kaum nutzte, hatte Gründe: Vespasian und Titus hatten ihren Sieg im Ersten Jüdischen Krieg bereits so stark inszeniert, dass eine erneute, mühsam errungene Unterwerfung der gleichen Provinz in Rom kaum Eindruck machen konnte. Hadrians Amtsvorgänger Trajan hatte die kaiserliche Sieghaftigkeit betont und mit Eroberungskriegen die Ressourcen des Reichs strapaziert. Hadrian musste zur Legitimation seiner Herrschaft zwar einerseits seine Kontinuität mit Trajan wahren, tat aber gut daran, nicht den Vergleich mit dessen militärischen Erfolgen zu suchen. Er inszenierte sich deshalb als besonders fürsorglicher Princeps.

## Folgen für die Besiegten

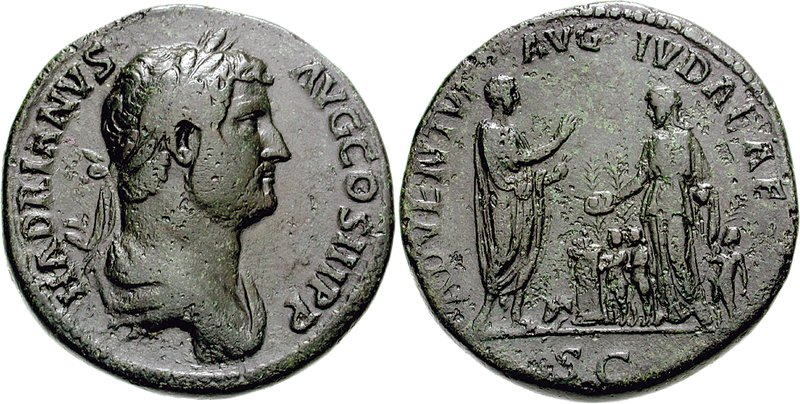
Reiseerinnerungsmünze des adventus-Typs (Sesterz). Vorderseite: Kopf Hadrians mit Lorbeerkranz nach rechts, Inschrift: HADRIANVS AVG COS III P P. Rückseite: Hadrian nach rechts mit erhobener rechter Hand; ihm gegenüber steht Judäa nach links, mit Patera in der rechten und Becher in der linken Hand; zwischen beiden ein Altar mit dahinter liegendem Opferstier; vor Judäa zwei Kinder mit Palmwedeln und ein Kind hinter ihr; Inschrift: ADVENTVI AVG IVDAEAE, S C.

Die römische Provinz Judäa wurde in Syria Palaestina umbenannt und behielt diesen Namen bis zur Eroberung durch die Araber im 7. Jahrhundert. Iudaea war allerdings eine römische Begriffsprägung gewesen und keine Selbstbezeichnung der Einwohner. Sowohl die Bar-Kochba-Administration als auch die Mischna verwendeten stattdessen den Begriff Israel. Die Umbenennung der Provinz ist ein ungewöhnlicher Vorgang. Das Römische Reich schlug zahlreiche Aufstände in seinen Provinzen nieder, aber in keinem anderen Fall kam es zu einer derartigen Sanktion. Eck vermutet, dass Hadrian hier einem Wunsch der nichtjüdischen Bevölkerung entsprach, die unter dem Krieg zu leiden gehabt hatte und sich als syrisch definierte. Für Birley ist die Umbenennung auch ein Hinweis darauf, dass die jüdische Bevölkerung infolge des Krieges in der Provinz zu einer Minderheit geworden sei. Der alte Name der Provinz blieb zunächst in Gebrauch, sogar offiziell auf Münzprägungen, die vom Ende der Regierungszeit Hadrians datieren und seine Besuche in den Provinzen thematisieren (sogenannten Reiseerinnerungsmünzen). Die Personifikation der Judäa auf diesen Münzen, eine Frauengestalt in griechischer Kleidung, hat keine für die Provinz typischen Attribute. Sie bringt an einem Altar dem Kaiser mit einer Patera ein Trankopfer dar und ist von Kindern mit Palmzweigen begleitet. Man sieht in den Kindern einen Hinweis auf die Koloniegründung.
Schwartz verweist darauf, dass Aelia Capitolina sich als Stadt nur zu bescheidener Größe entwickeln konnte, weil ihr Hinterland im Krieg völlig zerstört worden war. Es war eine römische Kolonie mit den typischen öffentlichen Bauten und Tempeln. Eine Stadtmauer gab es nicht. Architektonisch hervorgehobene Tore markierten die Zugänge: das Damaskustor im Norden, der Ecce-Homo-Bogen im Osten. Wahrscheinlich gab es auch ein Westtor nahe dem heutigen Jaffator. Das wirtschaftliche und religiöse Zentrum der Stadt befand sich im heutigen Christlichen Viertel. Die herodianische Tempelplattform wurde (nach Yaron Z. Eliav) von der römischen Stadtplanung wegen ihrer Größe nicht mit einbezogen und befand sich als Ruinengelände außerhalb von Aelia. Dass Juden bei Todesstrafe verboten war, Aelia Capitolina zu betreten, wird von mehreren christlichen antiken Autoren bezeugt und wird von vielen Historikern für glaubhaft gehalten. Cassius Dio und die rabbinischen Quellen erwähnen ein solches Verbot nicht. Es wurde vielleicht nicht rigoros gehandhabt, denn anscheinend gab es eine asketische jüdische Gruppe (die „Trauernden um Zion“), die sich in der Stadt niederließ.
Die rabbinische Literatur enthält zahlreiche Hinweise auf eine Verfolgung der jüdischen Religion unter Hadrian. Schäfer gibt zu bedenken, dass die Informationen umso detaillierter werden, je weiter die Texte vom historischen Ereignis des Bar-Kochba-Aufstandes entfernt sind. Die Mischna erwähnt ein Verbot von Beschneidung und Tefillin, die Tosefta ein Verbot der Tora, der Megilla, der Sukka und der Mesusa. Dies sind die ältesten Quellen. Diese Texte spiegelten wahrscheinlich, so Schäfer, eine Situation während des Krieges oder danach, in der es gefährlich war, als Jude erkannt zu werden. Eine repressive römische Politik im Aufstandsgebiet ist sehr wahrscheinlich. Der Statthalter der Provinz Judäa hatte die Möglichkeit, Zwangsmaßnahmen in eigenem Ermessen zu erlassen (coercitio). Dass er sie nutzte, um die Ausübung der jüdischen Religion zu unterdrücken, erscheint Weikert plausibler als reichsweite Dekrete.

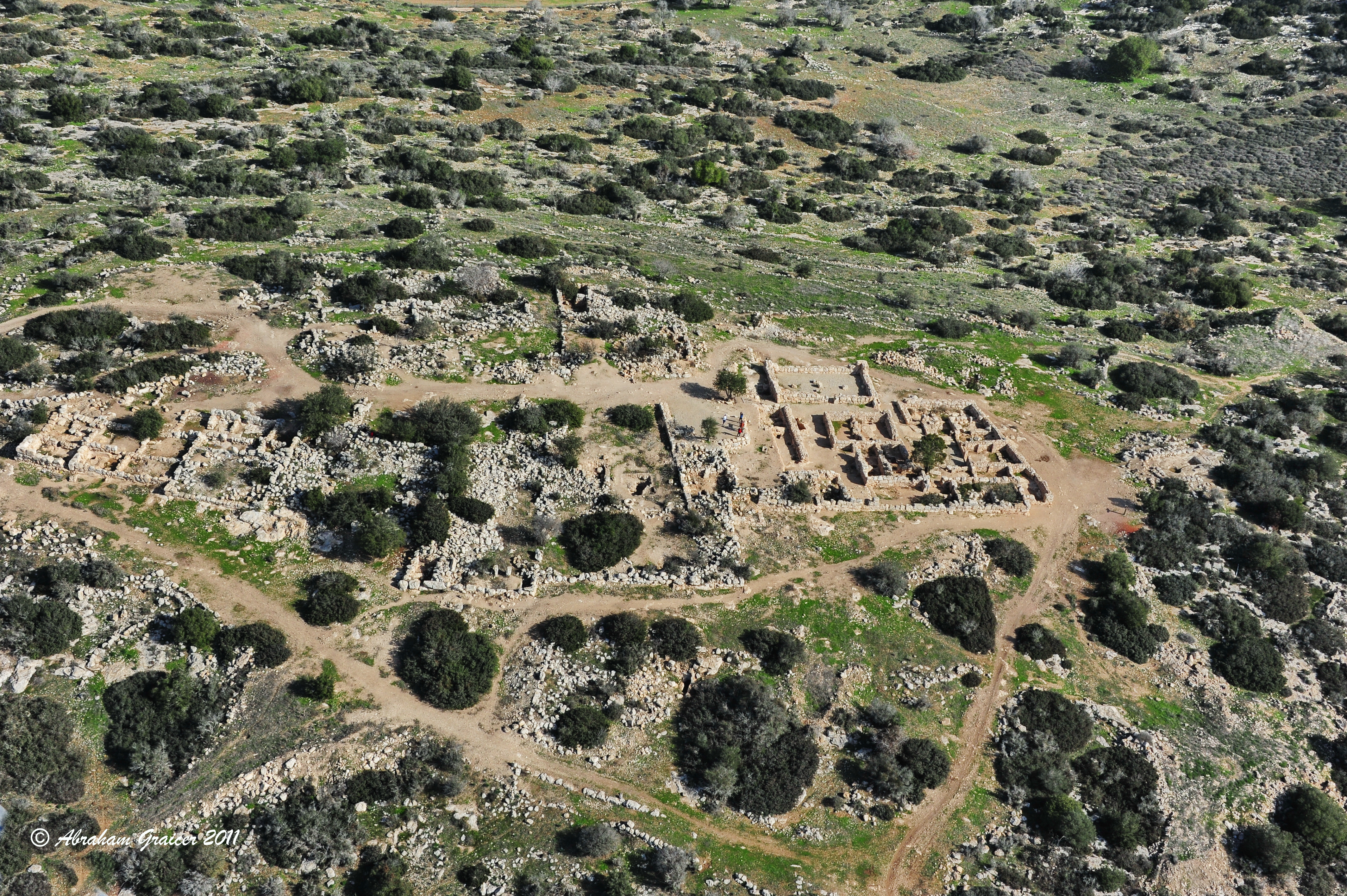
Horvat Etri, im Bar-Kochba-Aufstand zerstörtes jüdisches Dorf

Eck sieht die Angaben bei Cassius Dio hinsichtlich der jüdischen Verluste auch in der Größenordnung als historisch zutreffend an: 50 eingenommene Festungen und 985 zerstörte Siedlungen, 580.000 Gefallene und eine unbekannte Zahl durch Hunger, Krankheit oder Feuer Gestorbene. Fast ganz Judäa sei zur Einöde geworden. Schäfer hält die von Cassius Dio angegebenen Zahlen zwar für übertrieben, geht aber von hohen Bevölkerungsverlusten aus, die Wirtschaftsstruktur sei im Aufstandsgebiet weitgehend zerstört worden. Der Landbesitz der getöteten oder versklavten Juden wurde als Bona vacantia für den kaiserlichen Fiscus beansprucht und von Fiskalprokuratoren eingezogen. Es wurde allerdings nicht einfach aller Besitz von Juden in der Provinz konfisziert. Der Kaiser war so zum Eigentümer eines großen, aber verstreuten Grundbesitzes geworden, der an Privatleute veräußert wurde. Wegen der Entvölkerung der Provinz war es anscheinend schwer, Käufer zu finden. Deshalb wurden auch Veteranen mit Landanweisungen abgefunden.
In der Zeit vom Ende des Bar-Kochba-Aufstands bis zur Christianisierung des Reichs wohnte die jüdische Bevölkerung von Syria Palaestina schwerpunktmäßig in Ober- und Untergaliläa, der Gegend von Diospolis (Lydda), den Golanhöhen und den halbwüstenhaften Randgebieten von Judäa (beispielsweise den Dörfern Zif, Eschtemoa und Susija südlich von Hebron), vielleicht auch in Joppe und anderen vereinzelten Orten an der Mittelmeerküste. Die vom Krieg besonders betroffene Region erholte sich möglicherweise erst in der Spätantike.

## Forschungsgeschichte

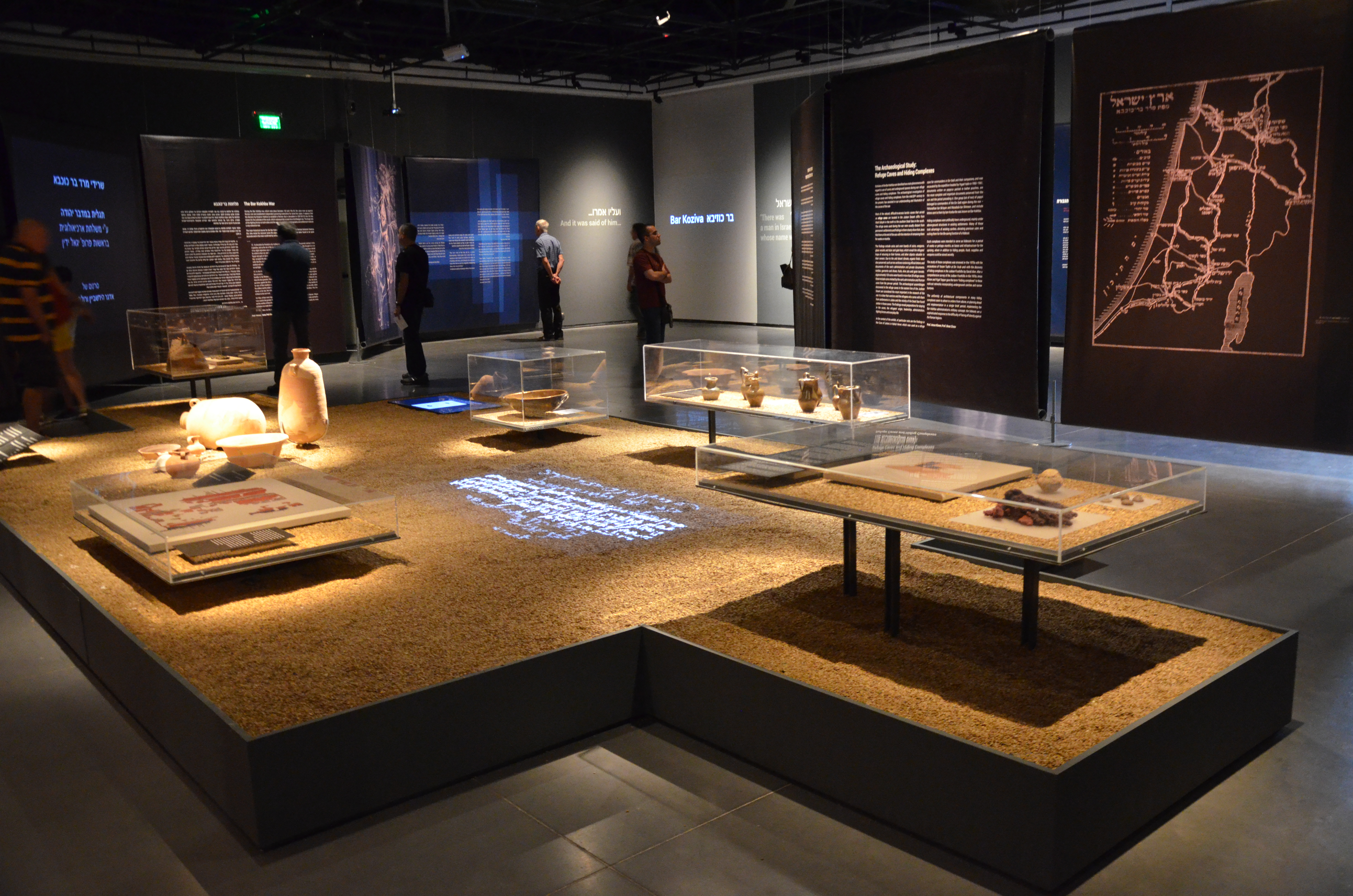
Funde aus den Höhlen am Toten Meer, Besitztümer der Kämpfer Bar Kochbas (Ausstellung Eretz Israel Museum, Tel Aviv 2016)

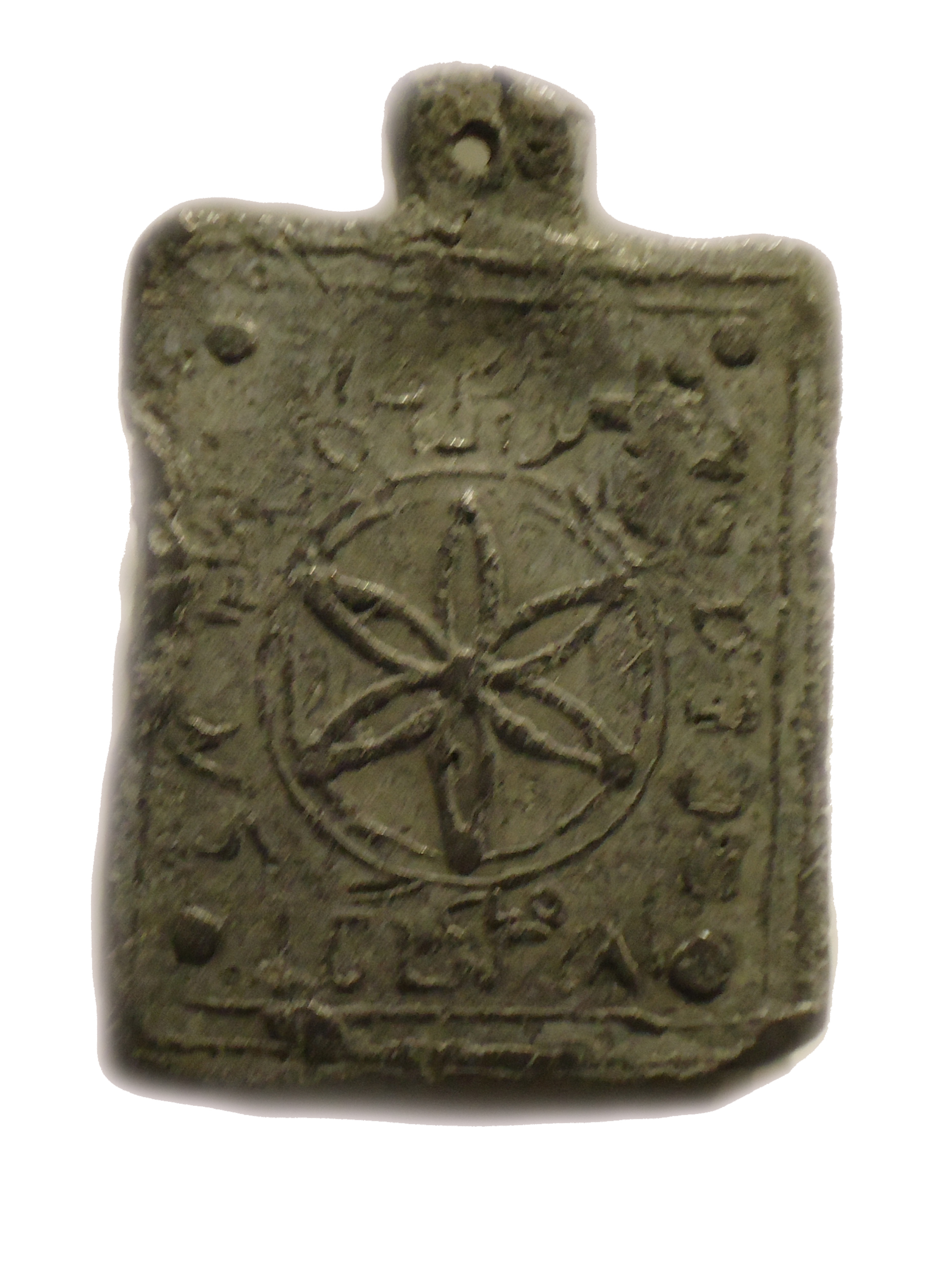
Zu den wichtigsten Funden aus den Hiding complexes gehört dieses Bleigewicht der Bar-Kochba-Administration aus Horvat Alim. (Israel Museum)

Die erste umfassende Darstellung des Bar-Kochba-Aufstands auf der Grundlage des ganzen damals bekannten Quellenmaterials legte Emil Schürer 1874 vor. Sie wurde mehrfach nachgedruckt und 1973 von Geza Vermes und Fergus Millar in einer aktualisierten englischen Version herausgegeben, die die archäologischen Forschungsergebnisse berücksichtigte. Schürers Werk wurde breit rezipiert. 1946 legte der Archäologe Shmuel Yeivin eine sehr materialreiche Darstellung des Bar-Kochba-Aufstands vor, die in Israel längere Zeit den Rang eines Standardwerks behauptete, allerdings nur auf Hebräisch erschienen ist. Peter Schäfer zufolge mischte Yeivin „solide Information … mit Phantasie und Spekulation.“ Seine Kritik begründet Schäfer unter anderem damit, dass Yeivin konkrete geographische Angaben zum Vorrücken der römischen Armee und zu verschiedenen von ihm angenommenen Schlachten macht.
Die Textfunde aus der Wüste Juda stellten die Kenntnis des Bar-Kochba-Aufstands auf eine neue Grundlage. Ein Team der École Biblique (Pierre Benoit, Józef T. Milik, Roland de Vaux) erforschte das Wadi Murabbaʿat; Milik publizierte 1961 über 50 Papyri. Die Hebräische Universität führte 1960/61 Ausgrabungen in Nachal Chever durch. Viele Befunde stammten aus der Zeit des Bar-Kochba-Aufstands. Als Ausgräber beließ es Jigael Jadin aber bei Vorberichten und populärwissenschaftlichen Darstellungen. In seiner Deutung des Aufstands folgte Yadin der nationalistischen Linie Yeivins.
Einen Neuansatz unternahm Shimon Applebaum 1976 durch die Einbeziehung der Wirtschafts- und Militärgeschichte. Der Judaist Peter Schäfer wertete 1981 die rabbinischen Quellen für den Bar-Kochba-Aufstand aus. Diesen Texten waren bis dahin von Historikern oft nur einzelne Informationen entnommen und kaleidoskopartig zu einem Bild zusammengefügt worden.
Viele Münzen der Bar-Kochba-Administration fanden aus illegalen Grabungen den Weg in Privatsammlungen, so dass über den Fundkontext nichts bekannt war. 1984 veröffentlichte der Numismatiker Leo Mildenberg ein Grundlagenwerk zu den Münzprägungen der Aufständischen. Unter anderem aufgrund der Fundmünzen gelang es israelischen Historikern seit den 1990er Jahren, unterirdische Operationsbasen des Bar-Kochba-Aufstands (Hiding complexes) zu identifizieren.
Die aktuelle Diskussion wird über die Interpretation epigraphischer Quellen geführt, hier vertreten Werner Eck und Menahem Mor konträre Positionen.

## Rezeption im Zionismus und im Staat Israel

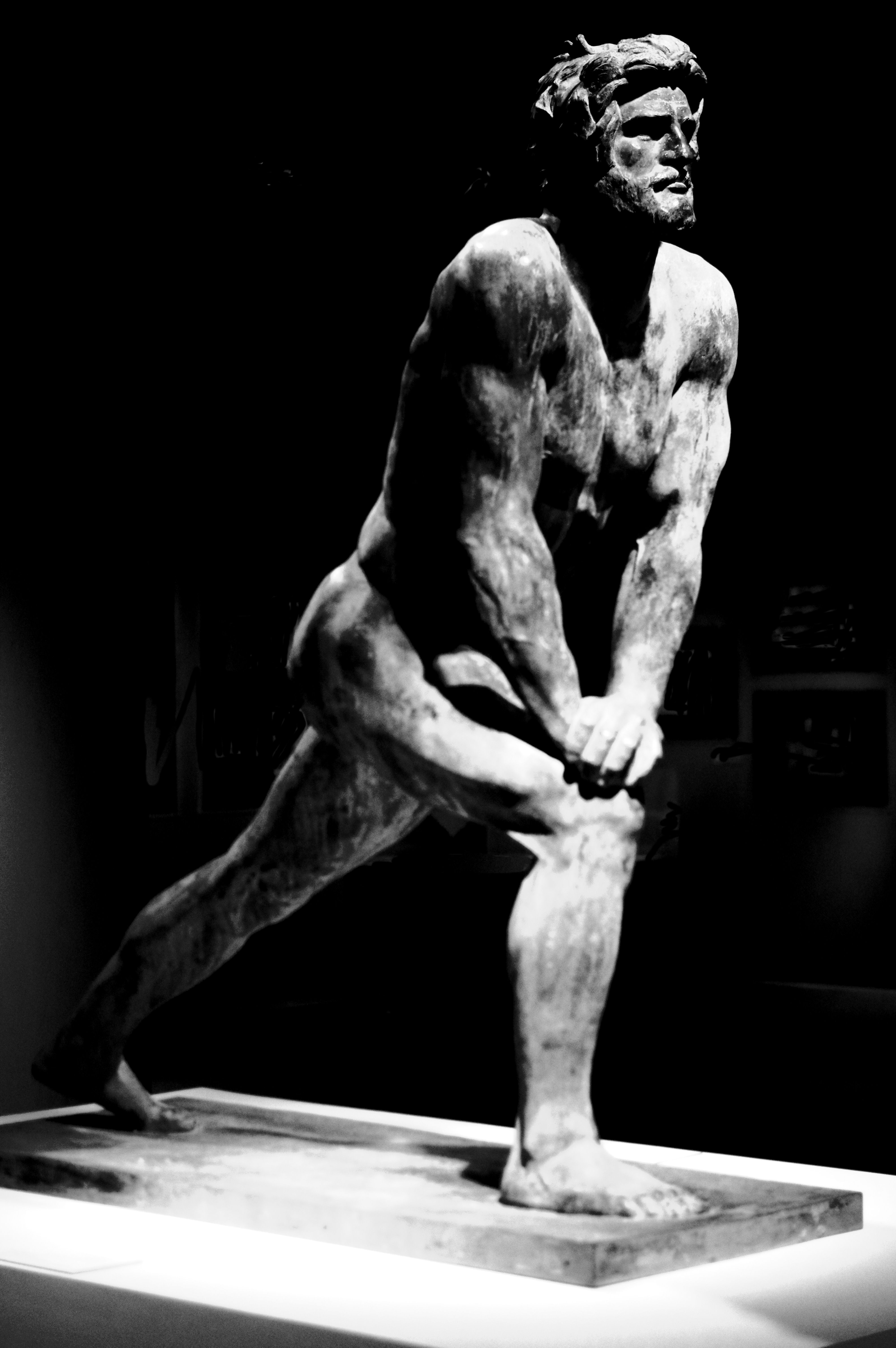
Bar Kochba, Bronzeskulptur von Henryk Glicenstein (1905), Eretz Israel Museum

### Neubewertung der Rolle Bar Kochbas im 19. Jahrhundert
Bis ins 19. Jahrhundert wurde Bar Kochba in der jüdischen Literatur negativ bewertet. Aber die moderne Nationalbewegung suchte ein Beispiel militärischer Tapferkeit, das sie dem traditionellen Ideal des tapferen Märtyrers entgegensetzen konnte. Symptomatisch für diese mit der Haskala einsetzende Neubewertung ist das Urteil des Historikers Heinrich Graetz über Bar Kochba: „… er war lediglich von der hohen Aufgabe erfüllt, die Freiheit seines Volkes wieder zu erobern, den erloschenen Glanz des jüdischen Staates wieder herzustellen und die Fremdherrschaft … abzuweisen. Ein solcher Unternehmungsgeist, verbunden mit hohen kriegerischen Eigenschaften, hätte bei der Nachwelt, wenn ihm auch der Erfolg nicht günstig war, eine gerechtere Anerkennung finden sollen…“ Jüdische Studenten gründeten 1892 in Prag eine Bar-Kochba-Vereinigung. Literaten und Komponisten nahmen sich des Stoffes an.

### Bar Kochba als Athlet
Auf dem Zweiten Zionistenkongress prägte Max Nordau 1898 den Begriff des „Muskeljudentums“. Er sah eine Aufgabe des Zionismus in der physischen Erziehung der Jugend. Das Judentum der Gegenwart stehe erstmals seit dem „Verzweiflungskampfe des großen Bar Kochba“ wieder vor der Forderung, Lebenskraft, Lebenshoffnung und Lebensverlangen unter Beweis zu stellen. 1900 formulierte er: „Bar Kochba war ein Held, der keine Niederlage kennen wollte. Als der Sieg ihn verließ, wußte er zu sterben. Bar Kochba ist die letzte Verkörperung des kriegsharten, waffenfrohen Judentums. Sich unter Bar Kochbas Anrufung zu stellen, verrät Ehrgeiz. Aber Ehrgeiz steht Turnern, die nach höchster Entwicklung streben, wohl an.“
In der Folge benannten sich zahlreiche jüdische Turnvereine nach Bar Kochba, wobei die Gestalt des antiken jüdischen Kämpfers aber zunächst blass blieb. Das änderte sich durch gezielte zionistische Erinnerungsarbeit, die das wachsende Prestige des Sports nutzte. Der Feiertag Lag baOmer (meist im Mai) wurde zum „Tag des jüdischen Sportes“ erklärt, mit der Folge, dass die Erinnerung an Bar Kochba die anderen Festinhalte allmählich verdrängte.

### Lag baOmer als Bar-Kochba-Fest

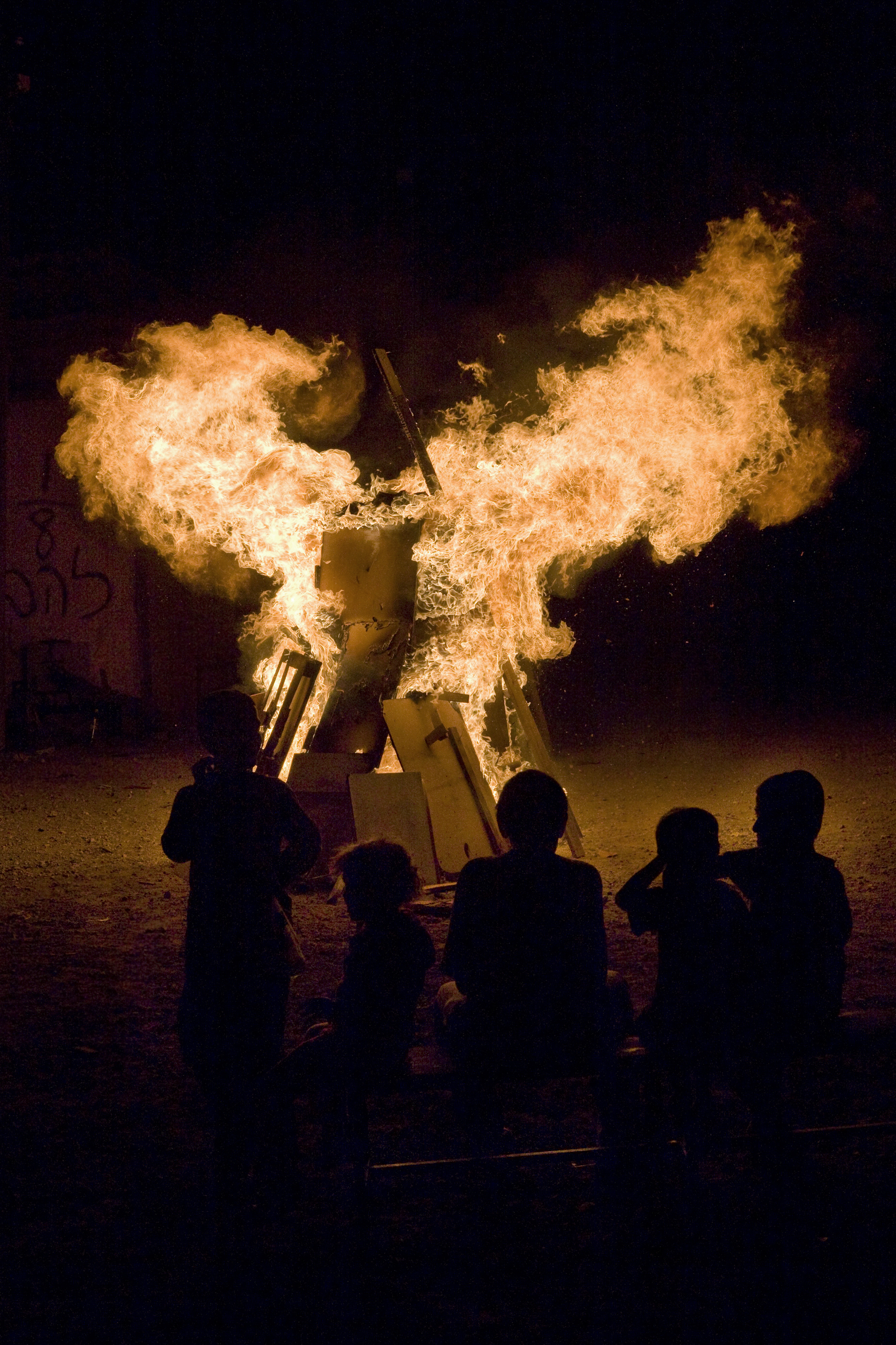
Während Lag baOmer in der Diaspora kaum begangen wird, ist der Feiertag in Israel sehr populär. Zahlreiche Freudenfeuer und Barbecues finden statt. (Foto: Tel Aviv 2011)

Seit dem Beginn der jüdischen Einwanderung in Palästina wurde es Brauch, an Lag baOmer Feuer zu entzünden, weil Bar Kochbas Leute auf diese Weise das Signal für den Aufstand gegeben bzw. ihre ersten Siege gefeiert hätten. Sowohl paramilitärische Organisationen als auch Sportvereine begingen den Feiertag mit Freudenfeuern sowie Wanderungen. Seit 1916 standen Angebote für die Jugend im Mittelpunkt, wie Umzüge mit Fackeln und Sportwettkämpfe, darunter Bogenschießen. Pfeil und Bogen wurden wegen dieses Kontextes als Symbol der paramilitärischen Jugendorganisation Gadna gewählt. An Lag ba Omer wurde Palmach gegründet (1941) sowie die Verordnung zur Gründung der israelischen Streitkräfte erlassen (1948).

### „Bar-Kochba-Syndrom“
Der israelische Politikwissenschaftler Yehoshafat Harkabi beschäftigte sich eingehend mit der Rezeption des Bar-Kochba-Aufstandes im modernen Zionismus und im Staat Israel. Nachdem er sich vorher schon entsprechend positioniert hatte, veröffentlichte er seine Anschauungen 1982 in Buchform unter dem Titel: Vision statt Phantasie: Lehren aus dem Bar-Kochba-Aufstand und der politische Realismus heute. Der Titel kontrastierte realitätsgerechte Zukunftsvisionen mit politischen Wunschphantasien nach dem Motto: „Je unrealistischer, umso eher wird es eintreffen.“ Diesen spielerisch-risikofreudigen Politikstil sah Harkabi hinter der Faszination vieler Israelis für den Bar-Kochba-Aufstand. Harkabi analysierte israelische Schulbücher und Kinderliteratur, mit dem Ergebnis: Die historischen Fakten würden beschönigt und mit legendarischen Elementen verwoben (Beispiel: Bar Kochba, der in der Arena einen Löwen bezwingt und dann zu seinen Kämpfern nach Betar eilt). Das blutige Ende des Aufstands werde nicht thematisiert, verharmlost oder als Folge von Verrat, nicht als logische Konsequenz aus den ungleichen militärischen Möglichkeiten der Kriegsgegner dargestellt. Er zitierte ein Lied von Levin Kipnis, das in jedem Kindergarten gesungen werde: „Ein Mann war in Israel, er hieß Bar Kochba. Ein Mann, jung und groß und mit leuchtenden Augen. Er war tapfer und rief nach Freiheit. Das ganze Volk liebte ihn, weil er so tapfer war.“
Harkabi warnte vor einem Bar-Kochba-Syndrom: „Die erste Bedingung politischer Weisheit ist der Versuch, die Resultate einer geplanten Aktion abzuschätzen. Den Bar-Kochba-Aufstand zu bewundern, heißt, Rebellion und Heldentum zu bewundern, abgelöst von den daraus entstehenden Konsequenzen.“
Mit seiner Kritik an Bar Kochba hatte Harkabi ein Symbol des revisionistischen Zionismus angegriffen, dem sich die ältere Generation dieser Bewegung emotional verbunden fühlte. Diese Veteranen waren nun Mitglieder des Likud.

### Staatsbegräbnis für antike Gebeine
Yigael Yadins Team hatte 1960/61 die Höhlen am Toten Meer untersucht, in denen Bar Kochbas Kämpfer mit ihren Familien in der Endphase des Krieges von den römischen Truppen ausgehungert wurden. Die Archäologen fanden Alltagsgegenstände jener Menschen und Briefe der historischen Persönlichkeit Bar Kochba. Außerdem wurden menschliche Knochen geborgen. Politiker der religiösen Partei Agudat Yisrael forderten, diese sterblichen Überreste von Juden nach jüdischem Ritus zu bestatten. Yadin beharrte darauf, dass es die Knochen von Römern seien; man solle sie nicht bestatten. Die Diskussion über eine Beisetzung und den angemessenen Ort dafür verebbte ohne praktische Konsequenzen, wurde aber Jahre später von Shlomo Goren wieder aufgegriffen. Diesmal konnte er sich die Unterstützung Menachem Begins sichern, der ein Staatsbegräbnis anordnete.
Am 11. Mai 1982, dem Feiertag Lag baOmer, fand auf dem Hügel oberhalb der Fundstelle im Nahal Hever eine Beisetzung mit militärischen Ehren statt. Helikopter transportierten drei identische Särge in das Wüstengebiet. Obwohl es sich meist um die sterblichen Überreste von Frauen und Kindern handelte, wurden sie pauschal als Gebeine von Bar Kochbas Kämpfern bezeichnet. An der religiösen Zeremonie waren der aschkenasische Oberrabbiner Goren und der sefardische Oberrabbiner Ovadja Josef beteiligt. Der Premierminister, das Kabinett und weitere Repräsentanten der Regierung nahmen an dieser offiziellen Würdigung Bar Kochbas durch den Staat Israel teil. Die israelische Bevölkerung konnte das Ereignis im Fernsehen verfolgen. Begin erinnerte in seiner Grabrede daran, dass es Hadrian war, der Judäa in Palästina umbenannt hatte – „ein Name, der uns immer noch heimsucht“. Er wandte sich in emotionaler Weise an die Verstorbenen: „Ihr ruhmreichen Väter, wir sind zurückgekehrt und wir werden nicht mehr von hier weichen.“ Eine Gruppe junger Demonstranten, die sich als Römer verkleidet hatten, parodierte die Zeremonie, wurde aber von Polizei und Militär abgedrängt.
Die Archäologen um Yadin blieben der Zeremonie fern, da sie darin einen symbolischen Angriff auf ihre Arbeit sahen. Das Staatsbegräbnis für antike Gebeine wurde so Ausdruck des Konkurrenzkampfs religiöser und archäologischer Deutungen der Vergangenheit.

### Griechische und lateinische Autoren (Auswahl)
- Cassius Dio: Römische Geschichte, Übers. Otto Veh, 5 Bände, Artemis & Winkler, Düsseldorf 2007, ISBN 978-3-538-03103-6, hier Band 5: Epitome der Bücher 61–80.
- Justin der Märtyrer: Erste Apologie. In: Frühchristliche Apologeten und Märtyrerakten Band I, Übers. von Gerhard Rauschen (Bibliothek der Kirchenväter, 1. Reihe, Band 12) München 1913. (online). Textkritische Ausgabe mit englischer Übersetzung: Justin, Philosopher and Martyr: Apologies, hrsg. von Denis Minns und Paul Parvis, Oxford University Press, Oxford 2009, ISBN 978-0-19-954250-5.
- Eusebius von Caesarea: Kirchengeschichte. Hrsg. und eingeleitet von Heinrich Kraft, übersetzt von Philipp Haeuser, 2. Auflage, Kösel, München 1981, ISBN 3-466-20023-7.

### Textfunde aus der Wüste Juda
- Yigael Yadin (Hrsg.): The documents from the Bar Kokhba period in the cave of letters. Israel Exploration Society, Jerusalem
  - Hebrew, Aramaic and Nabatean–Aramaic Papyri. Herausgegeben von Jonas C. Greenfield, Ada Yardeni und Baruch A. Levine. Judean desert studies Bd. 3. 2002. Text- und Tafelband. ISBN 965-221-046-3.
  - Greek Papyri. Herausgegeben von Naphtali Lewis. Judean desert studies Bd. 2. 1989, ISBN 965-221-009-9.
  - The finds from the Bar Kokhba period in the Cave of Letters. Judean desert studies Bd. 1. 1963.